# Liga Europa de la UEFA 2015-16
La Liga Europa de la UEFA 2015–16 (en inglés, UEFA Europa League 2015-16) fue la 45.ª edición de esta competición. La competición empezó el 30 de junio de 2015 y terminó el 18 de mayo de 2016.
El ganador de la UEFA Europa League se clasificará para la siguiente temporada de la UEFA Champions League. Entrará al menos a la ronda de play-off, y podrá clasificar en la fase de grupos. 
El campeón de esta edición fue Sevilla, que ganó su quinto torneo el 18 de mayo de 2016 ante el Liverpool 1-3, revalidando el título obtenido en las dos ediciones previas y convirtiéndose de este modo en el primer tricampeón consecutivo del torneo.
La Final de la Liga Europa de la UEFA 2016 se jugó en el St. Jakob Park de Basilea, Suiza.

## Distribución de equipos por federaciones
Un total de 192 equipos (incluyendo 32 conjuntos eliminados de fases distintas de la Liga de Campeones) de 54 federaciones nacionales participan en esta edición. Dependiendo de sus respectivos Coeficiente UEFA, las federaciones tienen un número determinado de plazas.

### Clasificación de las federaciones de la UEFA
| Posición | Asociación      | Coef.  | Equipos   |
| -------- | --------------- | ------ | --------- |
| 1        | España          | 97.713 | 3 -1(UEL) |
| 2        | Inglaterra      | 84.748 | 3 +1(FP)  |
| 3        | Alemania        | 81.641 | 3         |
| 4        | Italia          | 66.938 | 3         |
| 5        | Portugal        | 62.299 | 3         |
| 6        | Francia         | 56.500 | 3         |
| 7        | Rusia           | 46.998 | 3         |
| 8        | Países Bajos    | 44.312 | 3 +1(FP)  |
| 9        | Ucrania         | 40.966 | 3         |
| 10       | Bélgica         | 36.300 | 3         |
| 11       | Turquía         | 34.200 | 3         |
| 12       | Grecia          | 33.600 | 3         |
| 13       | Suiza           | 33.225 | 3         |
| 14       | Austria         | 30.925 | 3         |
| 15       | República Checa | 29.350 | 3         |
| 16       | Rumania         | 27.257 | 3         |
| 17       | Israel          | 26.875 | 3         |
| 18       | Chipre          | 23.250 | 3         |

| Posición | Asociación           | Coef.  | Equipos |
| -------- | -------------------- | ------ | ------- |
| 19       | Dinamarca            | 21.300 | 3       |
| 20       | Croacia              | 20.875 | 3       |
| 21       | Polonia              | 18.875 | 3       |
| 22       | Bielorrusia          | 18.625 | 3       |
| 23       | Escocia              | 16.566 | 3       |
| 24       | Suecia               | 16.325 | 3       |
| 25       | Bulgaria             | 14.625 | 3       |
| 26       | Noruega              | 14.275 | 3       |
| 27       | Serbia               | 14.125 | 3       |
| 28       | Hungría              | 11.625 | 3       |
| 29       | Eslovenia            | 11.000 | 3       |
| 30       | Eslovaquia           | 11.000 | 3       |
| 31       | Moldavia             | 10.375 | 3       |
| 32       | Azerbaiyán           | 10.375 | 3       |
| 33       | Georgia              | 9.875  | 3       |
| 34       | Kazajistán           | 8.250  | 3       |
| 35       | Bosnia y Herzegovina | 7.500  | 3       |
| 36       | Finlandia            | 7.175  | 3       |

| Posición | Asociación        | Coef. | Equipos  |
| -------- | ----------------- | ----- | -------- |
| 37       | Islandia          | 6.750 | 3        |
| 38       | Letonia           | 6.250 | 3        |
| 39       | Montenegro        | 6.000 | 3        |
| 40       | Albania           | 5.500 | 3        |
| 41       | Lituania          | 5.250 | 3        |
| 42       | Macedonia         | 5.250 | 3        |
| 43       | Irlanda           | 5.125 | 3 +1(FP) |
| 44       | Luxemburgo        | 4.875 | 3        |
| 45       | Malta             | 4.833 | 3        |
| 46       | Liechtenstein     | 4.500 | 1        |
| 47       | Irlanda del Norte | 3.625 | 3        |
| 48       | Gales             | 3.000 | 3        |
| 49       | Armenia           | 2.875 | 3        |
| 50       | Estonia           | 2.875 | 3        |
| 51       | Islas Feroe       | 2.125 | 3        |
| 52       | San Marino        | 0.999 | 2        |
| 53       | Andorra           | 0.833 | 2        |
| 54       | Gibraltar         | 0.000 | 1        |

### Distribución
La siguiente tabla muestra la lista de acceso inicial
|                                             | Equipos que entran en esta fase | Equipos que proceden de la fase anterior      | Equipos que proceden de la Liga de Campeones                       |
| ------------------------------------------- | --- | --------------------------------------------- | ------------------------------------------------------------------ |
| Primera Fase de Clasificación (104 equipos) | - 31 ganadores de las copas nacionales de las federaciones 24–54 - 35 subcampeones de las ligas nacionales de las federaciones 18–53 (excepto Liechtenstein) - 35 terceros de las ligas nacionales de las federaciones 16–51 (excepto Liechtenstein) - 3 equipos clasificados según al ranking Fair Play |                                               |                                                                    |
| Segunda Fase de Clasificación (66 equipos)  | - 6 ganadores de las copas nacionales de las federaciones 18–23 - 2 subcampeones de las ligas nacionales de las federaciones 16–17 - 6 cuartos de las ligas nacionales de las federaciones 10–15 | - 52 ganadores de la Primera ronda previa     |                                                                    |
| Tercera Fase de Clasificación (58 equipos)  | - 5 ganadores de las copas nacionales de las federaciones 13–17 - 9 terceros de las ligas nacionales de las federaciones 7–15 - 5 cuartos de las ligas nacionales de las federaciones 5–9 - 3 quintos de las ligas nacionales de las federaciones 4–6 (para Francia el campeón de la Copa de la Liga) - 3 sextos de las ligas nacionales de las federaciones 1–3 (para Inglaterra el campeón de la Copa de la Liga) | - 33 ganadores de la Segunda ronda previa     |                                                                    |
| Play-Off (44 equipos)                       | | - 29 ganadores de la Tercera ronda previa     | - 15 perdedores de la Tercera ronda previa de la Liga de Campeones |
| Fase de grupos (48 equipos)                 | - 12 ganadores de las copas nacionales de las federaciones 1–12 - 1 cuartos de las ligas nacionales de la federación 4 - 3 quintos de las ligas nacionales de las federaciones 1–3 | - 22 ganadores de la eliminatoria             | - 10 perdedores de la eliminatoria de la Liga de Campeones         |
| Eliminatorias Directas (32 equipos)         | | - 12 primeros de grupo - 12 segundos de grupo | - 8 terceros de la fase de grupos de la Liga de Campeones          |

Notas: Cuando una plaza para la liga Europa de la UEFA queda desocupada por un equipo se clasifica tanto para la liga de Campeones o califica para la liga de Europea por más de un método. Cuando no hay nadie en su lugar, se redistribuye dentro de la asociación nacional por las siguientes reglas: 
- Cuando los campeones de copa (considerados como el calificativo de "mejor clasificado" dentro de la asociación nacional) también califiquen para la liga de Campeones, su lugar en la liga Europa queda desocupada. Como resultado, el equipo mejor clasificado en la liga que no tiene aún la clasificación para competiciones europeas (la temporada 2015-16 será la primera de esta disposición particular, el subcampeón de copa ya no se garantiza un lugar en la Liga de Europea en este escenario).
- Cuando los campeones de copa también califican para la liga de Europea a través de la posición de la liga, su lugar a través de la posición de la liga se encuentra desocupada. Como resultado, el equipo mejor clasificado en la liga que no tiene aún la clasificación para competiciones europeas.
- Para las asociaciones, donde una plaza para la liga Europa League está reservado para los ganadores de la Copa de la Liga, que siempre se clasifican para la liga Europa como el clasificado con peor posición. Si los ganadores de la Copa de la Liga ya se han clasificado para las competiciones europeas a través de otros métodos, esta reservada su plaza para la Liga Europa es ocupada por el equipo de la liga mejor clasificado en la liga que todavía no se ha clasificado para las competiciones europeas.
- La plaza de Juego Limpio es ocupada por el equipo mejor clasificado en la tabla de Fair Play interno que aún no se ha clasificado para las competiciones europeas.

## Equipos
- CC: Campeón de la copa
- CCL: Campeón de Copa de la Liga
- Nº: Posición en la Liga
- FP: Fair play
- LC: Procedente de la Liga de Campeones
  - FG: Terceros en la fase de grupos
  - PO: Perdedores de la eliminatoria
  - 3FC: Perdedores de la Tercera ronda previa

| Dieciseisavos de final     | Dieciseisavos de final      | Dieciseisavos de final      | Dieciseisavos de final     |
| -------------------------- | --------------------------- | --------------------------- | -------------------------- |
| Shakhtar Donetsk (LC FG)   | Manchester United (LC FG)   | Galatasaray (LC FG)         | Sevilla (LC FG)            |
| Valencia (LC FG)           | Bayer Leverkusen (LC FG)    | Porto (LC FG)               | Olympiacos (LC FG)         |
| Fase de grupos             |                             |                             |                            |
| Villarreal (6º)            | Sporting Braga (4º)         | Asteras Tripolis (3º)       | Lazio (LC PO)              |
| Tottenham Hotspur (5º)     | Marsella (4º)               | Sion (CC)                   | Brujas (LC PO)             |
| Liverpool (6º)             | Lokomotiv Moscú (CC)        | APOEL Nicosia (LC PO)       | Sporting de Lisboa (LC PO) |
| Augsburgo (5º)             | Groningen (CC)              | Skënderbeu Korçë (LC PO)    | Rapid Viena (LC PO)        |
| Schalke 04 (6º)            | Dnipro Dnipropetrovsk (3º)  | Celtic (LC PO)              | Mónaco (LC PO)             |
| Fiorentina (4º)            | Anderlecht (3º)             | Basel (LC PO)               |                            |
| Napoli (5º)                | Beşiktaş (3º)               | Partizan (LC PO)            |                            |
| Ronda de Play-Off          |                             |                             |                            |
| Lech Poznań (LC 3FC)       | Steaua de Bucarest (LC 3FC) | Videoton (LC 3FC)           | Sparta Praga (LC 3FC)      |
| Milsami Orhei (LC 3FC)     | Midtjylland (LC 3FC)        | Red Bull Salzburgo (LC 3FC) | Ajax (LC 3FC)              |
| HJK Helsinki (LC 3FC)      | Viktoria Plzeň (LC 3FC)     | Panathinaikos (LC 3FC)      | Fenerbahçe (LC 3FC)        |
| Qarabağ (LC 3FC)           | Molde (LC 3FC)              | Young Boys (LC 3FC)         |                            |
| Tercera ronda previa       |                             |                             |                            |
| Athletic Club (7º)         | Girondins de Bordeaux (6º)  | Standard Lieja (4º)         | Jablonec (3º)              |
| Southampton (7º)           | Krasnodar (3º)              | İstanbul Başakşehir (4º)    | Tîrgu Mureș (2º)           |
| Borussia Dortmund (7º)     | Rubin Kazán (5º)            | Atromitos (4º)              | Ironi Kiryat Shmona (2º)   |
| Sampdoria (7º)             | AZ Alkmaar (3º)             | Zürich (3º)                 | AEK Larnaca (2º)           |
| Vitória Guimarães (5º)     | Vitesse (P-1º)              | Rheindorf Altach (3º)       |                            |
| Belenenses (6º)            | Zarya Lugansk (4º)          | Sturm Graz (4º)             |                            |
| Saint-Étienne (5º)         | Vorskla Poltava (5º)        | Slovan Liberec (CC)         |                            |
| Segunda ronda previa       |                             |                             |                            |
| Charleroi (P-1º)           | Wolfsberger (5º)            | Copenhague (CC)             | Inverness (CC)             |
| Trabzonspor (5º)           | Mladá Boleslav (4º)         | Rijeka (2º)                 | IFK Göteborg (CC)          |
| PAOK Salónica (5º)         | Astra Giurgiu (3º)          | Legia Varsovia (CC)         | Cherno More Varna (CC)     |
| Thun (4º)                  | Hapoel Be'er Sheva (3º)     | Dinamo Minsk (2º)           |                            |
| Primera Ronda Previa       |                             |                             |                            |
| Botoșani (8º)              | Debrecen (4º)               | FH (2º)                     | Vaduz (CC)                 |
| Beitar Jerusalén (4º)      | Koper (CC)                  | Víkingur Reykjavík (4º)     | Glentoran (CC)             |
| Apollon Limassol (3º)      | Celje (2º)                  | Jelgava (CC)                | Linfield (2º)              |
| Omonia (4º)                | Domžale (3º)                | Skonto (2º)                 | Glenavon (3º)              |
| Brøndby (3º)               | Žilina (2º)                 | Spartaks Jūrmala (6º)       | Bala Town (2º)             |
| Randers (4º)               | Slovan Bratislava (3º)      | Mladost Podgorica (CC)      | Airbus UK Broughton (3º)   |
| Hajduk Split (3º)          | Spartak Trnava (4º)         | Sutjeska Nikšić (2º)        | Newtown (P-1º)             |
| Lokomotiva (4º)            | Sheriff Tiraspol (CC)       | Budućnost Podgorica (3º)    | Ulisses (2º)               |
| Jagiellonia Białystok (3º) | Dacia Chișinău (2º)         | Laçi (CC)                   | Shirak (3º)                |
| Śląsk Wrocław (4º)         | Saxan (5º)                  | Kukësi (2º)                 | Alashkert (4º)             |
| Shakhtyor Soligorsk (3º)   | Inter Baku (2º)             | Partizani Tirana (3º)       | Nõmme Kalju (CC)           |
| Torpedo Zhodino (4º)       | Gabala (3º)                 | Kruoja Pakruojis (2º)       | Sillamäe Kalev (2º)        |
| Aberdeen (2º)              | Neftchi Baku (4º)           | Atlantas (3º)               | Flora Tallin (3º)          |
| St. Johnstone (4º)         | Dinamo Tbilisi (CC)         | Trakai (4º)                 | Víkingur Gøta (CC)         |
| AIK (3º)                   | Dinamo Batumi (2º)          | Rabotnički (CC)             | HB (2º)                    |
| Elfsborg (4º)              | Spartaki Tskhinvali (4º)    | Shkëndija (3º)              | NSÍ Runavík (4º)           |
| Beroe Stara Zagora (2º)    | Kairat (CC)                 | Renova (4º)                 | Juvenes/Dogana (2º)        |
| Litex Lovech (4º)          | Aktobe (2º)                 | St Patrick's Athletic (CC)  | La Fiorita (3º)            |
| Rosenborg (2º)             | Ordabasy (4º)               | Cork City (2º)              | Sant Julià (CC)            |
| Odd (3º)                   | Olimpik (CC)                | Shamrock Rovers (4º)        | Lusitanos (2º)             |
| Strømsgodset (4º)          | Željezničar (2º)            | Differdange 03 (CC)         | College Europa (2º)        |
| Čukarički (CC)             | Zrinjski Mostar (3º)        | F91 Dudelange (3º)          | Go Ahead Eagles (FP)       |
| Estrella Roja (2º)         | SJK (2º)                    | Progrès Niedercorn (4º)     | West Ham United (FP)       |
| Vojvodina (4º)             | Lathi (3º)                  | Birkirkara (CC)             | UCD (FP)                   |
| Ferencvaros (CC)           | VPS (4º)                    | Valletta (2º)               |                            |
| MTK Budapest (3º)          | KR (CC)                     | Balzan (4º)                 |                            |

Nota: La siguiente lista de equipos clasificados es provisional, sujeto a la confirmación final por parte de la UEFA en junio de 2015, ya que cada equipo participante debe obtener una licencia de clubes de la UEFA. Todos los equipos clasificados están incluidos en esta lista, siempre y cuando no hayan sido prohibidas por la UEFA o no han logrado su apelación final con su asociación de fútbol en la obtención de una licencia.

## Calendario
Nota: Programa preliminar, pendiente de confirmación por parte de la UEFA.
| Fase                   | Ronda                         | Fecha del sorteo        | Partido de ida           | Partido de vuelta        |
| ---------------------- | ----------------------------- | ----------------------- | ------------------------ | ------------------------ |
| Clasificación          | Primera Fase de clasificación | 22 de junio de 2015     | 2 de julio de 2015       | 9 de julio de 2015       |
| Clasificación          | Segunda Fase de Clasificación | 22 de junio de 2015     | 16 de julio de 2015      | 23 de julio de 2015      |
| Clasificación          | Tercera Fase de Clasificación | 17 de julio de 2015     | 30 de julio de 2015      | 6 de agosto de 2015      |
| Play-off               | Ronda de la eliminatoria      | 7 de agosto de 2015     | 20 de agosto de 2015     | 27 de agosto de 2015     |
| Fase de grupos         | Primer Partido                | 27 de agosto de 2015    | 17 de septiembre de 2015 | 17 de septiembre de 2015 |
| Fase de grupos         | Segundo partido               | 27 de agosto de 2015    | 1 de octubre de 2015     | 1 de octubre de 2015     |
| Fase de grupos         | Tercer partido                | 27 de agosto de 2015    | 22 de octubre de 2015    | 22 de octubre de 2015    |
| Fase de grupos         | Cuarto partido                | 27 de agosto de 2015    | 5 de noviembre de 2015   | 5 de noviembre de 2015   |
| Fase de grupos         | Quinto partido                | 27 de agosto de 2015    | 26 de noviembre de 2015  | 26 de noviembre de 2015  |
| Fase de grupos         | Sexto partido                 | 27 de agosto de 2015    | 10 de diciembre de 2015  | 10 de diciembre de 2015  |
| Eliminatorias directas | Dieciseisavos de final        | 14 de diciembre de 2015 | 18 de febrero de 2016    | 25 de febrero de 2016    |
| Eliminatorias directas | Octavos de final              | 14 de diciembre de 2015 | 10 de marzo de 2016      | 17 de marzo de 2016      |
| Eliminatorias directas | Cuartos de final              | 18 de marzo de 2016     | 7 de abril de 2016       | 14 de abril de 2016      |
| Eliminatorias directas | Semifinales                   | 15 de abril de 2016     | 28 de abril de 2016      | 5 de mayo de 2016        |
| Eliminatorias directas | Final                         | 15 de abril de 2016     | 18 de mayo de 2016       | 18 de mayo de 2016       |

## Rondas previas

### Primera ronda previa
Participarán en esta ronda 102 equipos, 3 de ellos pertenecientes a las respectivas ligas con mayor coeficiente de juego limpio. El sorteo se realizó el 22 de junio. La ida de las eliminatorias se disputó el 30 de junio y 2 de julio, mientras que la vuelta se jugó el 7 y 9 de julio.
| Equipo local ida    | Resultado | Equipo local vuelta   | Partido Ida | Partido Vuelta |
| ------------------- | --------- | --------------------- | ----------- | -------------- |
| Víkingur Reykjavík  | 2:3       | Koper                 | 0 - 1       | 2 - 2          |
| Newtown             | 4:2       | Valletta              | 2 - 1       | 2 - 1          |
| Glenavon            | 1:5       | Shakhtyor Soligorsk   | 1 - 2       | 0 - 3          |
| Linfield            | 5:4       | NSÍ Runavík           | 2 - 0       | 3 - 4          |
| Atlantas            | 1:5       | Beroe Stara Zagora    | 0 - 2       | 1 - 3          |
| Budućnost Podgorica | 1:3       | Spartaks Jūrmala      | 1 - 3       | 0 - 0          |
| Progrès Niedercorn  | 0:3       | Shamrock Rovers       | 0 - 0       | 0 - 3          |
| Cork City           | 2:3 (pr)  | KR                    | 1 - 1       | 1 - 2          |
| UCD                 | (v) 2:2   | F91 Dudelange         | 1 - 0       | 1 - 2          |
| Sheriff Tiraspol    | 0:3       | Odd                   | 0 - 3       | 0 - 0          |
| Dinamo Tbilisi      | 2:3       | Qabala                | 2 - 1       | 0 - 2          |
| Differdange 03      | 4:3       | Bala Town             | 3 - 1       | 1 - 2          |
| Brøndby             | 11:0      | Juvenes/Dogana        | 9 - 0       | 2 - 0          |
| Debrecen            | 3:2       | Sutjeska Nikšić       | 3 - 0       | 0 - 2          |
| Estrella Roja       | 1:4       | Kairat                | 0 - 2       | 1 - 2          |
| Aktobe              | 0:1       | Nõmme Kalju           | 0 - 1       | 0 - 0          |
| Go Ahead Eagles     | 2:5       | Ferencváros           | 1 - 1       | 1 - 4          |
| Domžale             | 0:1       | Čukarički             | 0 - 1       | 0 - 0          |
| Kukësi              | 2:0       | Torpedo Zhodino       | 2 - 0       | 0 - 0          |
| Renova              | 1:5       | Dacia Chișinău        | 0 - 1       | 1 - 4          |
| Shkëndija           | 1:1 (v)   | Aberdeen              | 1 - 1       | 0 - 0          |
| MTK Budapest        | 1:3       | Vojvodina             | 0 - 0       | 1- 3           |
| Ordabasy            | 1:2       | Beitar Jerusalén      | 0 - 0       | 1 - 2          |
| Flora Tallin        | 1:2       | Rabotnički            | 1 - 0       | 0 - 2          |
| Dinamo Batumi       | 1:2       | Omonia                | 1 - 0       | 0 - 2          |
| Trakai              | 7:1       | HB                    | 3 - 0       | 4 - 1          |
| Glentoran           | 1:7       | Žilina                | 1 - 4       | 0 - 3          |
| Alashkert           | (v) 2:2   | St. Johnstone         | 1 - 0       | 1 - 2          |
| Olimpik             | 1:1 (v)   | Spartak Trnava        | 1 - 1       | 0 - 0          |
| Víkingur Gøta       | 0:2       | Rosenborg             | 0 - 2       | 0 - 0          |
| Skonto              | 4:1       | St Patrick's Athletic | 2 - 1       | 2 - 0          |
| Balzan              | 0:3       | Željezničar           | 0 - 2       | 0 - 1          |
| Sant Julià          | 0:4       | Randers               | 0 - 1       | 0 - 3          |
| Kruoja Pakruojis    | 0:9       | Jagiellonia Białystok | 0 - 1       | 0 - 8          |
| Laçi                | 1:1 (v)   | Inter Baku            | 1 - 1       | 0 - 0          |
| Strømsgodset        | 4:1       | Partizani Tirana      | 3 - 1       | 1 - 0          |
| Jelgava             | (v) 3:3   | Litex Lovech          | 1 - 1       | 2 - 2          |
| West Ham United     | 4:0       | Lusitanos             | 3 - 0       | 1 - 0          |
| SJK                 | 0:2       | FH                    | 0 - 1       | 0 - 1          |
| Lathi               | 2:7       | Elfsborg              | 2 - 2       | 0 - 5          |
| Sillamäe Kalev      | 3:7       | Hajduk Split          | 1 - 1       | 2 - 6          |
| Saxan               | 0:4       | Apollon Limassol      | 0 - 2       | 0 - 2          |
| Shirak              | 3:2       | Zrinjski Mostar       | 2 - 0       | 1 - 2          |
| VPS                 | 2:6       | AIK                   | 2 - 2       | 0 - 4          |
| Neftchi Baku        | 3:3 (v)   | Mladost Podgorica     | 2 - 2       | 1 - 1          |
| Celje               | 1:4       | Slask Wroclaw         | 0 - 1       | 1 - 3          |
| La Fiorita          | 1:10      | Vaduz                 | 0 - 5       | 1 - 5          |
| Birkirkara          | 3:1       | Ulisses               | 0 - 0       | 3 - 1          |
| Airbus UK Broughton | 3:5       | Lokomotiva Zagreb     | 1 - 3       | 2 - 2          |
| Botoşani            | 4:2       | Spartaki Tskhinvali   | 1 - 1       | 3 - 1          |
| College Europa      | 0:9       | Slovan Bratislava     | 0 - 6       | 0 - 3          |

### Segunda ronda previa
Participarán en esta ronda 66 equipos, 51 clasificados de la ronda anterior y 15 nuevos equipos que entran en esta ronda. El sorteo se realizó el 22 de junio. La ida de las eliminatorias se disputó el día 16 de julio, mientras que la vuelta se jugó el 23 de julio.
| Equipo local ida      | Resultado     | Equipo local vuelta | Partido Ida | Partido Vuelta |
| --------------------- | ------------- | ------------------- | ----------- | -------------- |
| Kukësi                | 4:3           | Mladost Podgorica   | 0 - 1       | 4 - 2          |
| Beroe Stara Zagora    | 0:1           | Brøndby             | 0 - 1       | 0 - 0          |
| Shamrock Rovers       | 1:4           | Odd                 | 0 - 2       | 1 - 2          |
| Lokomotiva Zagreb     | 2:7           | PAOK                | 2 - 1       | 0 - 6          |
| KR                    | 0:4           | Rosenborg           | 0 - 1       | 0 - 3          |
| Hapoel Be'er Sheva    | 2:3           | Thun                | 1 - 1       | 1 - 2          |
| Slovan Bratislava     | 6:1           | UCD                 | 1 - 0       | 5 - 1          |
| AIK                   | 4:0           | Shirak              | 2 - 0       | 2 - 0          |
| Kairat                | 4:2           | Alashkert           | 3 - 0       | 1 - 2          |
| Ferencváros           | 0:3           | Željezničar         | 0 - 1       | 0 - 2          |
| Legia Varsovia        | 4:0           | Botoşani            | 1 - 0       | 3 - 0          |
| Vojvodina             | 4:1           | Spartaks Jūrmala    | 3 - 0       | 1 - 1          |
| Vaduz                 | 5:1           | Nõmme Kalju         | 3 - 1       | 2 - 0          |
| Dacia Chișinău        | 3:6           | Žilina              | 1 - 2       | 2 - 4          |
| Jagiellonia Białystok | 0:1           | Omonia              | 0 - 0       | 0 - 1          |
| Jelgava               | 1:2           | Rabotnički          | 1 - 0       | 0 - 2          |
| Mladá Boleslav        | 2:2 (v)       | Strømsgodset        | 1 - 2       | 1 - 0          |
| FH                    | 3:4 (pr)      | Inter Baku          | 1 - 2       | 2 - 2          |
| Čukarički             | 1:2           | Qabala              | 1 - 0       | 0 - 2          |
| Cherno More Varna     | 1:5           | Dinamo Minsk        | 1 - 1       | 0 - 4          |
| Inverness CT          | 0:1           | Astra Giurgiu       | 0 - 1       | 0 - 0          |
| Shakhtyor Soligorsk   | 0:3           | Wolfsberger AC      | 0 - 1       | 0 - 2          |
| Rijeka                | 2:5           | Aberdeen            | 0 - 3       | 2 - 2          |
| Spartak Trnava        | 5:2           | Linfield            | 2 - 1       | 3 - 1          |
| Trabzonspor           | 3:1           | Differdange 03      | 1 - 0       | 2 - 1          |
| West Ham United       | 1:1 (5:3 pen) | Birkirkara          | 1 - 0       | 0 - 1          |
| Copenhague            | 5:1           | Newtown             | 2 - 0       | 3 - 1          |
| Charleroi             | 9:2           | Beitar Jerusalén    | 5 - 1       | 4 - 1          |
| Apollon Limassol      | 4:0           | Trakai              | 4 - 0       | 0 - 0          |
| Slask Wroclaw         | 0:2           | IFK Göteborg        | 0 - 0       | 0 - 2          |
| Randers               | 0:1 (pr)      | Elfsborg            | 0 - 0       | 0 - 1          |
| Koper                 | 4:6           | Hajduk Split        | 3 - 2       | 1 - 4          |
| Skonto                | 4:11          | Debrecen            | 2 - 2       | 2 - 9          |

### Tercera ronda previa
Participarán en esta ronda 58 equipos, 25 equipos que se incorporan en esta ronda más los 33 clasificados de la ronda anterior. El sorteo se realizó el 17 de julio. La ida de las eliminatorias se disputaron los días 29 y 30 de julio, mientras que la vuelta se jugará el 6 de agosto.
| Equipo local ida      | Resultado | Equipo local vuelta | Partido Ida | Partido Vuelta |
| --------------------- | --------- | ------------------- | ----------- | -------------- |
| Zürich                | 1:2 (pr)  | Dinamo Minsk        | 0 - 1       | 1 - 1          |
| Kairat                | 3:2       | Aberdeen            | 2 - 1       | 1 - 1          |
| MŠK Žilina            | (pr) 3:3  | Vorskla Poltava     | 2 - 0       | 1 - 3          |
| AZ Alkmaar            | 4:1       | İstanbul Başakşehir | 2 - 0       | 2 - 1          |
| Girondins de Bordeaux | 4:0       | AEK Larnaca         | 3 - 0       | 1 - 0          |
| PAOK Salónica         | 2:1       | Spartak Trnava      | 1 - 0       | 1 - 1          |
| Sampdoria             | 2:4       | Vojvodina           | 0 - 4       | 2 - 0          |
| Slovan Liberec        | 5:1       | Ironi Kiryat Shmona | 2 - 1       | 3 - 0          |
| Athletic Club         | 2:0       | Inter Baku          | 2 - 0       | 0 - 0          |
| Tîrgu Mureș           | 2:4       | Saint-Étienne       | 0 - 3       | 2 - 1          |
| Kukësi                | 0:4       | Legia Varsovia      | 0 - 3*      | 0 - 1          |
| Apollon Limassol      | 1:2       | Qabala              | 1 - 1       | 0 - 1          |
| Rabotnički            | (pr) 2:1  | Trabzonspor         | 1 - 0       | 1 - 1          |
| Debrecen              | 3:6       | Rosenborg           | 2 - 3       | 1 - 3          |
| Charleroi             | 0:5       | Zarya Lugansk       | 0 - 2       | 0 - 3          |
| Wolfsberger AC        | 0:6       | Borussia Dortmund   | 0 - 1       | 0 - 5          |
| Brøndby               | (v) 2:2   | Omonia              | 0 - 0       | 2 - 2          |
| Jablonec              | (v) 3:3   | Copenhague          | 0 - 1       | 3 - 2          |
| Sturm Graz            | 3:4       | Rubin Kazán         | 2 - 3       | 1 - 1          |
| AIK                   | 1:4       | Atromitos           | 1 - 3       | 0 - 1          |
| Rheindorf Altach      | 6:2       | Vitória Guimarães   | 2 - 1       | 4 - 1          |
| Thun                  | (v) 2:2   | Vaduz               | 0 - 0       | 2 - 2          |
| Elfsborg              | 2:3       | Odd                 | 2 - 1       | 0 - 2          |
| Standard Lieja        | 3:1       | Željezničar         | 2 - 1       | 1 - 0          |
| Hajduk Split          | 4:0       | Strømsgodset        | 2 - 0       | 2 - 0          |
| Belenenses            | 2:1       | IFK Göteborg        | 2 - 1       | 0 - 0          |
| Southampton           | 5:0       | Vitesse             | 3 - 0       | 2 - 0          |
| West Ham United       | 3:4       | Astra Giurgiu       | 2 - 2       | 1 - 2          |
| Krasnodar             | 5:3       | Slovan Bratislava   | 2 - 0       | 3 - 3          |

- Nota: Partido perdido por razones disciplinarias. El partido fue completado con un marcador de 1-2 antes de que fuera otorgada una victoria por defecto.

### Ronda de play-off
En esta ronda la disputarán los 29 equipos de la ronda anterior más los 15 perdedores de la tercera ronda de la Liga de Campeones de la UEFA 2015-16. El sorteo será el 7 de agosto y los partidos de ida se jugarán el 20 de agosto y los de vuelta el 27 de agosto. Los ganadores de esta ronda se clasificarán para la fase de grupos.
| Equipo local ida      | Resultado    | Equipo local vuelta | Partido Ida | Partido Vuelta |
| --------------------- | ------------ | ------------------- | ----------- | -------------- |
| Rheindorf Altach      | 0:1          | Belenenses          | 0 - 1       | 0 - 0          |
| Steaua Bucureşti      | 1:3          | Rosenborg           | 0 - 3       | 1 - 0          |
| Viktoria Plzeñ        | 5:0          | Vojvodina           | 3 - 0       | 2 - 0          |
| Ajax Ámsterdam        | 1:0          | Jablonec            | 1 - 0       | 0 - 0          |
| Molde                 | (v) 3:3      | Standard Lieja      | 2 - 0       | 1 - 3          |
| MŠK Žilina            | 3:3 (v)      | Athletic Club       | 3 - 2       | 0 - 1          |
| Zarya Lugansk         | 2:4          | Legia Varsovia      | 0 - 1       | 2 - 3          |
| Milsami               | 1:2          | Saint-Étienne       | 1 - 1       | 0 - 1          |
| Young Boys            | 0:4          | Qarabağ             | 0 - 1       | 0 - 3          |
| PAOK Salónica         | 6:1          | Brøndby             | 5 - 0       | 1 - 1          |
| Girondins de Bordeaux | (v.) 2:2     | Kairat              | 1 - 0       | 1 - 2          |
| Dinamo Minsk          | 2:2 (3:2 p.) | Red Bull Salzburgo  | 2 - 0       | 0 - 2          |
| Slovan Liberec        | 2:0          | Hajduk Split        | 1 - 0       | 1 - 0          |
| Qäbälä                | (v) 2:2      | Panathinaikos       | 0 - 0       | 2 - 2          |
| Astra Giurgiu         | 3:4          | AZ Alkmaar          | 3 - 2       | 0 - 2          |
| Krasnodar             | 5:1          | HJK Helsinki        | 5 - 1       | 0 - 0          |
| Lech Poznań           | 4:0          | Videoton            | 3 - 0       | 1 - 0          |
| Southampton           | 1:2          | Midtjylland         | 1 - 1       | 0 - 1          |
| Rabotnički            | 1:2          | Rubin Kazán         | 1 - 1       | 0 - 1          |
| Odd                   | 5:11         | Borussia Dortmund   | 3 - 4       | 2 - 7          |
| Atromitos             | 0:4          | Fenerbahçe          | 0 - 1       | 0 - 3          |
| Sparta Praga          | 6:4          | Thun                | 3 - 1       | 3 - 3          |

## Fase de grupos
El sorteo de la fase de grupos se llevara a cabo el 28 de agosto.
En esta fase ya están clasificados 16 equipos, a los que hay que sumar los 10 perdedores de la cuarta ronda de la Liga de Campeones de la UEFA 2015-16 y los 22 ganadores de la ronda anterior.
Los 48 equipos son sorteados en doce grupos de cuatro integrantes, con la restricción de que los equipos de una misma federación no pueden enfrentarse entre sí.
En cada grupo, los equipos juegan entre ellos en partidos de ida y vuelta en formato de todos contra todos. El primero y segundo de cada grupo avanzan a la siguiente ronda, a los que se sumarán los equipos terceros clasificados en la fase de grupos de la Liga de Campeones de la UEFA 2015-16.
| 1.er bombo (Cabezas de serie)  | 2.º bombo               | 3.er bombo                     | 4.º bombo                 |
| ------------------------------ | ----------------------- | ------------------------------ | ------------------------- |
| Schalke 04 (111,883)           | Sporting Braga (51,776) | Mónaco (31,483)                | Partizan (14,775)         |
| Borussia Dortmund (99,883)     | Fiorentina (49,102)     | Sparta Praga (30,825)          | Asteras Tripolis (13,380) |
| Basel (84,875)                 | Lazio (49,102)          | Fenerbahçe (30,020)            | Belenenses (12,276)       |
| Napoli (84,102)                | Anderlecht (47,440)     | Legia Varsovia (24,800)        | Rosenborg (11,875)        |
| Tottenham Hotspur (84,078)     | Liverpool (47,078)      | Girondins de Bordeaux (24,483) | Qarabağ (11,500)          |
| Ajax Ámsterdam (66,195)        | AZ Alkmaar (46,695)     | Lokomotiv Moscú (23,099)       | Molde (10,375)            |
| Villarreal (58,999)            | Viktoria Plzeň (41,825) | Lech Poznań (17,300)           | Dinamo Minsk (9,650)      |
| Rubin Kazán (57,099)           | Brujas (41,440)         | Saint-Étienne (16,983)         | Groningen (8,695)         |
| Athletic Club (56,999)         | PAOK Salónica (40,880)  | Slovan Liberec (16,325)        | Sion (8,375)              |
| Sporting de Lisboa (56,276)    | Celtic (39,080)         | Augsburgo (15,883)             | Midtjylland (7,960)       |
| Olympique de Marsella (55,483) | Beşiktaş (36,520)       | Rapid Viena (15,635)           | Skënderbeu Korçë (5,575)  |
| Dnipro Dnipropetrovsk (52,033) | APOEL Nicosia (35,460)  | Krasnodar (15,099)             | Qäbälä (2,750)            |

|  | Equipos clasificados para los dieciseisavos de final. |
|  | Equipos eliminados de la competición.                 |

### Grupo A
| Equipo     | Pts | PJ | PG | PE | PP | GF | GC | Dif |
| ---------- | --- | -- | -- | -- | -- | -- | -- | --- |
| Molde      | 11  | 6  | 3  | 2  | 1  | 10 | 7  | +3  |
| Fenerbahçe | 9   | 6  | 2  | 3  | 1  | 7  | 6  | +1  |
| Ajax       | 7   | 6  | 1  | 4  | 1  | 6  | 6  | 0   |
| Celtic     | 3   | 6  | 0  | 3  | 3  | 8  | 12 | -4  |

| \| Fecha \| Estadio (Ciudad) \| Local \| Resultado \| Visitante \| \| ------------------------ \| ---------------------------------- \| ---------- \| --------- \| ---------- \| \| 17 de septiembre de 2015 \| Estadio Şükrü Saracoğlu (Estambul) \| Fenerbahçe \| 1:3 \| Molde \| \| 17 de septiembre de 2015 \| Ámsterdam Arena (Ámsterdam) \| Ajax \| 2:2 \| Celtic \| \| 1 de octubre de 2015 \| Celtic Park (Glasgow) \| Celtic \| 2:2 \| Fenerbahçe \| \| 1 de octubre de 2015 \| Molde Stadion (Molde) \| Molde \| 1:1 \| Ajax \| \| 22 de octubre de 2015 \| Molde Stadion (Molde) \| Molde \| 3:1 \| Celtic \| \| 22 de octubre de 2015 \| Estadio Şükrü Saracoğlu (Estambul) \| Fenerbahçe \| 1:0 \| Ajax \| \| 5 de noviembre de 2015 \| Celtic Park (Glasgow) \| Celtic \| 1:2 \| Molde \| \| 5 de noviembre de 2015 \| Ámsterdam Arena (Ámsterdam) \| Ajax \| 0:0 \| Fenerbahçe \| \| 26 de noviembre de 2015 \| Molde Stadion (Molde) \| Molde \| 0:2 \| Fenerbahçe \| \| 26 de noviembre de 2015 \| Celtic Park (Glasgow) \| Celtic \| 1:2 \| Ajax \| \| 10 de diciembre de 2015 \| Estadio Şükrü Saracoğlu (Estambul) \| Fenerbahçe \| 1:1 \| Celtic \| \| 10 de diciembre de 2015 \| Ámsterdam Arena (Ámsterdam) \| Ajax \| 1:1 \| Molde \| |                                    |            |           |            |
| Fecha | Estadio (Ciudad)                   | Local      | Resultado | Visitante  |
| 17 de septiembre de 2015 | Estadio Şükrü Saracoğlu (Estambul) | Fenerbahçe | 1:3       | Molde      |
| 17 de septiembre de 2015 | Ámsterdam Arena (Ámsterdam)        | Ajax       | 2:2       | Celtic     |
| 1 de octubre de 2015 | Celtic Park (Glasgow)              | Celtic     | 2:2       | Fenerbahçe |
| 1 de octubre de 2015 | Molde Stadion (Molde)              | Molde      | 1:1       | Ajax       |
| 22 de octubre de 2015 | Molde Stadion (Molde)              | Molde      | 3:1       | Celtic     |
| 22 de octubre de 2015 | Estadio Şükrü Saracoğlu (Estambul) | Fenerbahçe | 1:0       | Ajax       |
| 5 de noviembre de 2015 | Celtic Park (Glasgow)              | Celtic     | 1:2       | Molde      |
| 5 de noviembre de 2015 | Ámsterdam Arena (Ámsterdam)        | Ajax       | 0:0       | Fenerbahçe |
| 26 de noviembre de 2015 | Molde Stadion (Molde)              | Molde      | 0:2       | Fenerbahçe |
| 26 de noviembre de 2015 | Celtic Park (Glasgow)              | Celtic     | 1:2       | Ajax       |
| 10 de diciembre de 2015 | Estadio Şükrü Saracoğlu (Estambul) | Fenerbahçe | 1:1       | Celtic     |
| 10 de diciembre de 2015 | Ámsterdam Arena (Ámsterdam)        | Ajax       | 1:1       | Molde      |

### Grupo B
| Equipo               | Pts | PJ | PG | PE | PP | GF | GC | Dif |
| -------------------- | --- | -- | -- | -- | -- | -- | -- | --- |
| Liverpool            | 10  | 6  | 2  | 4  | 0  | 6  | 4  | +2  |
| Sion                 | 9   | 6  | 2  | 3  | 1  | 5  | 5  | 0   |
| Rubin Kazán          | 6   | 6  | 1  | 3  | 2  | 6  | 6  | 0   |
| Girondins de Burdeos | 4   | 6  | 0  | 4  | 2  | 5  | 7  | -2  |

| \| Fecha \| Estadio (Ciudad) \| Local \| Resultado \| Visitante \| \| ------------------------ \| ------------------------------------ \| -------------------- \| --------- \| -------------------- \| \| 17 de septiembre de 2015 \| Stade Bordeaux-Atlantique (Bordeaux) \| Girondins de Burdeos \| 1:1 \| Liverpool \| \| 17 de septiembre de 2015 \| Stade de Tourbillon (Sion) \| Sion \| 2:1 \| Rubin Kazán \| \| 1 de octubre de 2015 \| Estadio Central (Kazán) \| Rubin Kazán \| 0:0 \| Girondins de Burdeos \| \| 1 de octubre de 2015 \| Anfield (Liverpool) \| Liverpool \| 1:1 \| Sion \| \| 22 de octubre de 2015 \| Anfield (Liverpool) \| Liverpool \| 1:1 \| Rubin Kazán \| \| 22 de octubre de 2015 \| Stade Bordeaux-Atlantique (Bordeaux) \| Girondins de Burdeos \| 0:1 \| Sion \| \| 5 de noviembre de 2015 \| Estadio Central (Kazán) \| Rubin Kazán \| 0:1 \| Liverpool \| \| 5 de noviembre de 2015 \| Stade de Tourbillon (Sion) \| Sion \| 1:1 \| Girondins de Burdeos \| \| 26 de noviembre de 2015 \| Kazán Arena (Kazán) \| Rubin Kazán \| 2:0 \| Sion \| \| 26 de noviembre de 2015 \| Anfield (Liverpool) \| Liverpool \| 2:1 \| Girondins de Burdeos \| \| 10 de diciembre de 2015 \| Stade Bordeaux-Atlantique (Bordeaux) \| Girondins de Burdeos \| 2:2 \| Rubin Kazán \| \| 10 de diciembre de 2015 \| Stade de Tourbillon (Sion) \| Sion \| 0:0 \| Liverpool \| |                                      |                      |           |                      |
| Fecha | Estadio (Ciudad)                     | Local                | Resultado | Visitante            |
| 17 de septiembre de 2015 | Stade Bordeaux-Atlantique (Bordeaux) | Girondins de Burdeos | 1:1       | Liverpool            |
| 17 de septiembre de 2015 | Stade de Tourbillon (Sion)           | Sion                 | 2:1       | Rubin Kazán          |
| 1 de octubre de 2015 | Estadio Central (Kazán)              | Rubin Kazán          | 0:0       | Girondins de Burdeos |
| 1 de octubre de 2015 | Anfield (Liverpool)                  | Liverpool            | 1:1       | Sion                 |
| 22 de octubre de 2015 | Anfield (Liverpool)                  | Liverpool            | 1:1       | Rubin Kazán          |
| 22 de octubre de 2015 | Stade Bordeaux-Atlantique (Bordeaux) | Girondins de Burdeos | 0:1       | Sion                 |
| 5 de noviembre de 2015 | Estadio Central (Kazán)              | Rubin Kazán          | 0:1       | Liverpool            |
| 5 de noviembre de 2015 | Stade de Tourbillon (Sion)           | Sion                 | 1:1       | Girondins de Burdeos |
| 26 de noviembre de 2015 | Kazán Arena (Kazán)                  | Rubin Kazán          | 2:0       | Sion                 |
| 26 de noviembre de 2015 | Anfield (Liverpool)                  | Liverpool            | 2:1       | Girondins de Burdeos |
| 10 de diciembre de 2015 | Stade Bordeaux-Atlantique (Bordeaux) | Girondins de Burdeos | 2:2       | Rubin Kazán          |
| 10 de diciembre de 2015 | Stade de Tourbillon (Sion)           | Sion                 | 0:0       | Liverpool            |

### Grupo C
| Equipo            | Pts | PJ | PG | PE | PP | GF | GC | Dif |
| ----------------- | --- | -- | -- | -- | -- | -- | -- | --- |
| Krasnodar         | 13  | 6  | 4  | 1  | 1  | 9  | 4  | +5  |
| Borussia Dortmund | 10  | 6  | 3  | 1  | 2  | 10 | 5  | +5  |
| PAOK Salónica     | 7   | 6  | 1  | 4  | 1  | 3  | 3  | 0   |
| Qäbälä            | 2   | 6  | 0  | 2  | 4  | 2  | 12 | -10 |

| \| Fecha \| Estadio (Ciudad) \| Local \| Resultado \| Visitante \| \| ------------------------ \| ------------------------------- \| ----------------- \| --------- \| ----------------- \| \| 17 de septiembre de 2015 \| Bakcell Arena (Bakú) \| Gabala \| 0:0 \| PAOK Salónica \| \| 17 de septiembre de 2015 \| Estadio BVB Dortmund (Dortmund) \| Borussia Dortmund \| 2:1 \| Krasnodar \| \| 1 de octubre de 2015 \| Estadio Kubán (Krasnodar) \| Krasnodar \| 2:1 \| Gabala \| \| 1 de octubre de 2015 \| Estadio La Tumba (Salónica) \| PAOK Salónica \| 1:1 \| Borussia Dortmund \| \| 22 de octubre de 2015 \| Bakcell Arena (Bakú) \| Gabala \| 1:3 \| Borussia Dortmund \| \| 22 de octubre de 2015 \| Estadio La Tumba (Salónica) \| PAOK Salónica \| 0:0 \| Krasnodar \| \| 5 de noviembre de 2015 \| Estadio Kubán (Krasnodar) \| Krasnodar \| 2:1 \| PAOK Salónica \| \| 5 de noviembre de 2015 \| Estadio BVB Dortmund (Dortmund) \| Borussia Dortmund \| 4:0 \| Gabala \| \| 26 de noviembre de 2015 \| Estadio Kubán (Krasnodar) \| Krasnodar \| 1:0 \| Borussia Dortmund \| \| 26 de noviembre de 2015 \| Estadio La Tumba (Salónica) \| PAOK Salónica \| 0:0 \| Gabala \| \| 10 de diciembre de 2015 \| Bakcell Arena (Bakú) \| Gabala \| 0:3 \| Krasnodar \| \| 10 de diciembre de 2015 \| Estadio BVB Dortmund (Dortmund) \| Borussia Dortmund \| 0:1 \| PAOK Salónica \| |                                 |                   |           |                   |
| Fecha | Estadio (Ciudad)                | Local             | Resultado | Visitante         |
| 17 de septiembre de 2015 | Bakcell Arena (Bakú)            | Gabala            | 0:0       | PAOK Salónica     |
| 17 de septiembre de 2015 | Estadio BVB Dortmund (Dortmund) | Borussia Dortmund | 2:1       | Krasnodar         |
| 1 de octubre de 2015 | Estadio Kubán (Krasnodar)       | Krasnodar         | 2:1       | Gabala            |
| 1 de octubre de 2015 | Estadio La Tumba (Salónica)     | PAOK Salónica     | 1:1       | Borussia Dortmund |
| 22 de octubre de 2015 | Bakcell Arena (Bakú)            | Gabala            | 1:3       | Borussia Dortmund |
| 22 de octubre de 2015 | Estadio La Tumba (Salónica)     | PAOK Salónica     | 0:0       | Krasnodar         |
| 5 de noviembre de 2015 | Estadio Kubán (Krasnodar)       | Krasnodar         | 2:1       | PAOK Salónica     |
| 5 de noviembre de 2015 | Estadio BVB Dortmund (Dortmund) | Borussia Dortmund | 4:0       | Gabala            |
| 26 de noviembre de 2015 | Estadio Kubán (Krasnodar)       | Krasnodar         | 1:0       | Borussia Dortmund |
| 26 de noviembre de 2015 | Estadio La Tumba (Salónica)     | PAOK Salónica     | 0:0       | Gabala            |
| 10 de diciembre de 2015 | Bakcell Arena (Bakú)            | Gabala            | 0:3       | Krasnodar         |
| 10 de diciembre de 2015 | Estadio BVB Dortmund (Dortmund) | Borussia Dortmund | 0:1       | PAOK Salónica     |

### Grupo D
| Equipo         | Pts | PJ | PG | PE | PP | GF | GC | Dif |
| -------------- | --- | -- | -- | -- | -- | -- | -- | --- |
| Napoli         | 18  | 6  | 6  | 0  | 0  | 22 | 3  | +19 |
| Midtjylland    | 7   | 6  | 2  | 1  | 3  | 6  | 12 | -6  |
| Brujas         | 5   | 6  | 1  | 2  | 3  | 4  | 11 | -7  |
| Legia Varsovia | 4   | 6  | 1  | 1  | 4  | 4  | 10 | -6  |

| \| Fecha \| Estadio (Ciudad) \| Local \| Resultado \| Visitante \| \| ------------------------ \| -------------------------------------- \| -------------- \| --------- \| -------------- \| \| 17 de septiembre de 2015 \| MCH Arena (Herning) \| Midtjylland \| 1:0 \| Legia Varsovia \| \| 17 de septiembre de 2015 \| Estadio San Paolo (Nápoles) \| Napoli \| 5:0 \| Brujas \| \| 1 de octubre de 2015 \| Estadio Jan Breydel (Brujas) \| Brujas \| 1:3 \| Midtjylland \| \| 1 de octubre de 2015 \| Estadio del Ejército Polaco (Varsovia) \| Legia Varsovia \| 0:2 \| Napoli \| \| 22 de octubre de 2015 \| Estadio del Ejército Polaco (Varsovia) \| Legia Varsovia \| 1:1 \| Brujas \| \| 22 de octubre de 2015 \| MCH Arena (Herning) \| Midtjylland \| 1:4 \| Napoli \| \| 5 de noviembre de 2015 \| Estadio Jan Breydel (Brujas) \| Brujas \| 1:0 \| Legia Varsovia \| \| 5 de noviembre de 2015 \| Estadio San Paolo (Nápoles) \| Napoli \| 5:0 \| Midtjylland \| \| 26 de noviembre de 2015 \| Estadio del Ejército Polaco (Varsovia) \| Legia Varsovia \| 1:0 \| Midtjylland \| \| 26 de noviembre de 2015 \| Estadio Jan Breydel (Brujas) \| Brujas \| 0:1 \| Napoli \| \| 10 de diciembre de 2015 \| MCH Arena (Herning) \| FC Midtjylland \| 1:1 \| Brujas \| \| 10 de diciembre de 2015 \| Estadio San Paolo (Nápoles) \| Napoli \| 5:2 \| Legia Varsovia \| |                                        |                |           |                |
| Fecha | Estadio (Ciudad)                       | Local          | Resultado | Visitante      |
| 17 de septiembre de 2015 | MCH Arena (Herning)                    | Midtjylland    | 1:0       | Legia Varsovia |
| 17 de septiembre de 2015 | Estadio San Paolo (Nápoles)            | Napoli         | 5:0       | Brujas         |
| 1 de octubre de 2015 | Estadio Jan Breydel (Brujas)           | Brujas         | 1:3       | Midtjylland    |
| 1 de octubre de 2015 | Estadio del Ejército Polaco (Varsovia) | Legia Varsovia | 0:2       | Napoli         |
| 22 de octubre de 2015 | Estadio del Ejército Polaco (Varsovia) | Legia Varsovia | 1:1       | Brujas         |
| 22 de octubre de 2015 | MCH Arena (Herning)                    | Midtjylland    | 1:4       | Napoli         |
| 5 de noviembre de 2015 | Estadio Jan Breydel (Brujas)           | Brujas         | 1:0       | Legia Varsovia |
| 5 de noviembre de 2015 | Estadio San Paolo (Nápoles)            | Napoli         | 5:0       | Midtjylland    |
| 26 de noviembre de 2015 | Estadio del Ejército Polaco (Varsovia) | Legia Varsovia | 1:0       | Midtjylland    |
| 26 de noviembre de 2015 | Estadio Jan Breydel (Brujas)           | Brujas         | 0:1       | Napoli         |
| 10 de diciembre de 2015 | MCH Arena (Herning)                    | FC Midtjylland | 1:1       | Brujas         |
| 10 de diciembre de 2015 | Estadio San Paolo (Nápoles)            | Napoli         | 5:2       | Legia Varsovia |

### Grupo E
| Equipo         | Pts | PJ | PG | PE | PP | GF | GC | Dif |
| -------------- | --- | -- | -- | -- | -- | -- | -- | --- |
| Rapid Viena    | 15  | 6  | 5  | 0  | 1  | 10 | 6  | +4  |
| Villarreal     | 13  | 6  | 4  | 1  | 1  | 12 | 6  | +6  |
| Viktoria Plzeň | 4   | 6  | 1  | 1  | 4  | 8  | 10 | -2  |
| Dinamo Minsk   | 3   | 6  | 1  | 0  | 5  | 3  | 11 | -8  |

| \| Fecha \| Estadio \| Local \| Resultado \| Visitante \| \| ------------------------ \| ---------------------------- \| -------------- \| --------- \| -------------- \| \| 17 de septiembre de 2015 \| Estadio Ernst Happel (Viena) \| Rapid Viena \| 2:1 \| Villarreal \| \| 17 de septiembre de 2015 \| Doosan Arena (Pilsen) \| Viktoria Plzeň \| 2:0 \| Dinamo Minsk \| \| 1 de octubre de 2015 \| Estadio Traktar (Minsk) \| Dinamo Minsk \| 0:1 \| Rapid Viena \| \| 1 de octubre de 2015 \| El Madrigal (Villarreal) \| Villarreal \| 1:0 \| Viktoria Plzeň \| \| 22 de octubre de 2015 \| El Madrigal (Villarreal) \| Villarreal \| 4:0 \| Dinamo Minsk \| \| 22 de octubre de 2015 \| Estadio Ernst Happel (Viena) \| Rapid Viena \| 3:2 \| Viktoria Plzeň \| \| 5 de noviembre de 2015 \| Estadio Traktar (Minsk) \| Dinamo Minsk \| 1:2 \| Villarreal \| \| 5 de noviembre de 2015 \| Doosan Arena (Pilsen) \| Viktoria Plzeň \| 1:2 \| Rapid Viena \| \| 26 de noviembre de 2015 \| Estadio Traktar (Minsk) \| Dinamo Minsk \| 1:0 \| Viktoria Plzeň \| \| 26 de noviembre de 2015 \| El Madrigal (Villarreal) \| Villarreal \| 1:0 \| Rapid Viena \| \| 10 de diciembre de 2015 \| Estadio Ernst Happel (Viena) \| Rapid Viena \| 2:1 \| Dinamo Minsk \| \| 10 de diciembre de 2015 \| Doosan Arena (Pilsen) \| Viktoria Plzeň \| 3:3 \| Villarreal \| |                              |                |           |                |
| Fecha | Estadio                      | Local          | Resultado | Visitante      |
| 17 de septiembre de 2015 | Estadio Ernst Happel (Viena) | Rapid Viena    | 2:1       | Villarreal     |
| 17 de septiembre de 2015 | Doosan Arena (Pilsen)        | Viktoria Plzeň | 2:0       | Dinamo Minsk   |
| 1 de octubre de 2015 | Estadio Traktar (Minsk)      | Dinamo Minsk   | 0:1       | Rapid Viena    |
| 1 de octubre de 2015 | El Madrigal (Villarreal)     | Villarreal     | 1:0       | Viktoria Plzeň |
| 22 de octubre de 2015 | El Madrigal (Villarreal)     | Villarreal     | 4:0       | Dinamo Minsk   |
| 22 de octubre de 2015 | Estadio Ernst Happel (Viena) | Rapid Viena    | 3:2       | Viktoria Plzeň |
| 5 de noviembre de 2015 | Estadio Traktar (Minsk)      | Dinamo Minsk   | 1:2       | Villarreal     |
| 5 de noviembre de 2015 | Doosan Arena (Pilsen)        | Viktoria Plzeň | 1:2       | Rapid Viena    |
| 26 de noviembre de 2015 | Estadio Traktar (Minsk)      | Dinamo Minsk   | 1:0       | Viktoria Plzeň |
| 26 de noviembre de 2015 | El Madrigal (Villarreal)     | Villarreal     | 1:0       | Rapid Viena    |
| 10 de diciembre de 2015 | Estadio Ernst Happel (Viena) | Rapid Viena    | 2:1       | Dinamo Minsk   |
| 10 de diciembre de 2015 | Doosan Arena (Pilsen)        | Viktoria Plzeň | 3:3       | Villarreal     |

### Grupo F
| Equipo                | Pts | PJ | PG | PE | PP | GF | GC | Dif |
| --------------------- | --- | -- | -- | -- | -- | -- | -- | --- |
| Sporting Braga        | 13  | 6  | 4  | 1  | 1  | 7  | 4  | +3  |
| Olympique de Marsella | 12  | 6  | 4  | 0  | 2  | 12 | 7  | +5  |
| Slovan Liberec        | 7   | 6  | 2  | 1  | 3  | 6  | 8  | -2  |
| Groningen             | 2   | 6  | 0  | 2  | 4  | 2  | 8  | -6  |

| \| Fecha \| Estadio \| Local \| Resultado \| Visitante \| \| ------------------------ \| ---------------------------------- \| -------------- \| --------- \| -------------- \| \| 17 de septiembre de 2015 \| Stadion u Nisy (Liberec) \| Slovan Liberec \| 0:1 \| Braga \| \| 17 de septiembre de 2015 \| Euroborg (Groningen) \| Groningen \| 0:3 \| Marsella \| \| 1 de octubre de 2015 \| Stade Vélodrome (Marsella) \| Marsella \| 0:1 \| Slovan Liberec \| \| 1 de octubre de 2015 \| Estadio Municipal de Braga (Braga) \| Braga \| 1:0 \| Groningen \| \| 22 de octubre de 2015 \| Estadio Municipal de Braga (Braga) \| Braga \| 3:2 \| Marsella \| \| 22 de octubre de 2015 \| Stadion u Nisy (Liberec) \| Slovan Liberec \| 1:1 \| Groningen \| \| 5 de noviembre de 2015 \| Stade Vélodrome (Marsella) \| Marsella \| 1:0 \| Braga \| \| 5 de noviembre de 2015 \| Euroborg (Groningen) \| Groningen \| 0:1 \| Slovan Liberec \| \| 26 de noviembre de 2015 \| Estadio Municipal de Braga (Braga) \| Braga \| 2:1 \| Slovan Liberec \| \| 26 de noviembre de 2015 \| Stade Vélodrome (Marsella) \| Marsella \| 2:1 \| Groningen \| \| 10 de diciembre de 2015 \| Stadion u Nisy (Liberec) \| Slovan Liberec \| 2:4 \| Marsella \| \| 10 de diciembre de 2015 \| Euroborg (Groningen) \| Groningen \| 0:0 \| Braga \| |                                    |                |           |                |
| Fecha | Estadio                            | Local          | Resultado | Visitante      |
| 17 de septiembre de 2015 | Stadion u Nisy (Liberec)           | Slovan Liberec | 0:1       | Braga          |
| 17 de septiembre de 2015 | Euroborg (Groningen)               | Groningen      | 0:3       | Marsella       |
| 1 de octubre de 2015 | Stade Vélodrome (Marsella)         | Marsella       | 0:1       | Slovan Liberec |
| 1 de octubre de 2015 | Estadio Municipal de Braga (Braga) | Braga          | 1:0       | Groningen      |
| 22 de octubre de 2015 | Estadio Municipal de Braga (Braga) | Braga          | 3:2       | Marsella       |
| 22 de octubre de 2015 | Stadion u Nisy (Liberec)           | Slovan Liberec | 1:1       | Groningen      |
| 5 de noviembre de 2015 | Stade Vélodrome (Marsella)         | Marsella       | 1:0       | Braga          |
| 5 de noviembre de 2015 | Euroborg (Groningen)               | Groningen      | 0:1       | Slovan Liberec |
| 26 de noviembre de 2015 | Estadio Municipal de Braga (Braga) | Braga          | 2:1       | Slovan Liberec |
| 26 de noviembre de 2015 | Stade Vélodrome (Marsella)         | Marsella       | 2:1       | Groningen      |
| 10 de diciembre de 2015 | Stadion u Nisy (Liberec)           | Slovan Liberec | 2:4       | Marsella       |
| 10 de diciembre de 2015 | Euroborg (Groningen)               | Groningen      | 0:0       | Braga          |

### Grupo G
| Equipo                | Pts | PJ | PG | PE | PP | GF | GC | Dif |
| --------------------- | --- | -- | -- | -- | -- | -- | -- | --- |
| Lazio                 | 14  | 6  | 4  | 2  | 0  | 13 | 6  | +7  |
| Saint-Étienne         | 9   | 6  | 2  | 3  | 1  | 10 | 7  | +3  |
| Dnipro Dnipropetrovsk | 7   | 6  | 2  | 1  | 3  | 6  | 8  | -2  |
| Rosenborg             | 2   | 6  | 0  | 2  | 4  | 4  | 12 | -8  |

| \| Fecha \| Estadio \| Local \| Resultado \| Visitante \| \| ------------------------ \| --------------------------------------- \| --------------------- \| --------- \| --------------------- \| \| 17 de septiembre de 2015 \| Dnipro Arena (Dnipropetrovsk) \| Dnipro Dnipropetrovsk \| 1:1 \| Lazio \| \| 17 de septiembre de 2015 \| Stade Geoffroy-Guichard (Saint-Étienne) \| Saint-Étienne \| 2:2 \| Rosenborg \| \| 1 de octubre de 2015 \| Lerkendal Stadion (Trondheim) \| Rosenborg \| 0:1 \| Dnipro Dnipropetrovsk \| \| 1 de octubre de 2015 \| Estadio Olímpico de Roma (Roma) \| Lazio \| 3:2 \| Saint-Étienne \| \| 22 de octubre de 2015 \| Estadio Olímpico de Roma (Roma) \| Lazio \| 3:1 \| Rosenborg \| \| 22 de octubre de 2015 \| Dnipro Arena (Dnipropetrovsk) \| Dnipro Dnipropetrovsk \| 0:1 \| Saint-Étienne \| \| 5 de noviembre de 2015 \| Lerkendal Stadion (Trondheim) \| Rosenborg \| 0:2 \| Lazio \| \| 5 de noviembre de 2015 \| Stade Geoffroy-Guichard (Saint-Étienne) \| Saint-Étienne \| 3:0 \| Dnipro Dnipropetrovsk \| \| 26 de noviembre de 2015 \| Estadio Olímpico de Roma (Roma) \| Lazio \| 3:1 \| Dnipro Dnipropetrovsk \| \| 26 de noviembre de 2015 \| Lerkendal Stadion (Trondheim) \| Rosenborg \| 1:1 \| Saint-Étienne \| \| 10 de diciembre de 2015 \| Dnipro Arena (Dnipropetrovsk) \| Dnipro Dnipropetrovsk \| 3:0 \| Rosenborg \| \| 10 de diciembre de 2015 \| Stade Geoffroy-Guichard (Saint-Étienne) \| Saint-Étienne \| 1:1 \| Lazio \| |                                         |                       |           |                       |
| Fecha | Estadio                                 | Local                 | Resultado | Visitante             |
| 17 de septiembre de 2015 | Dnipro Arena (Dnipropetrovsk)           | Dnipro Dnipropetrovsk | 1:1       | Lazio                 |
| 17 de septiembre de 2015 | Stade Geoffroy-Guichard (Saint-Étienne) | Saint-Étienne         | 2:2       | Rosenborg             |
| 1 de octubre de 2015 | Lerkendal Stadion (Trondheim)           | Rosenborg             | 0:1       | Dnipro Dnipropetrovsk |
| 1 de octubre de 2015 | Estadio Olímpico de Roma (Roma)         | Lazio                 | 3:2       | Saint-Étienne         |
| 22 de octubre de 2015 | Estadio Olímpico de Roma (Roma)         | Lazio                 | 3:1       | Rosenborg             |
| 22 de octubre de 2015 | Dnipro Arena (Dnipropetrovsk)           | Dnipro Dnipropetrovsk | 0:1       | Saint-Étienne         |
| 5 de noviembre de 2015 | Lerkendal Stadion (Trondheim)           | Rosenborg             | 0:2       | Lazio                 |
| 5 de noviembre de 2015 | Stade Geoffroy-Guichard (Saint-Étienne) | Saint-Étienne         | 3:0       | Dnipro Dnipropetrovsk |
| 26 de noviembre de 2015 | Estadio Olímpico de Roma (Roma)         | Lazio                 | 3:1       | Dnipro Dnipropetrovsk |
| 26 de noviembre de 2015 | Lerkendal Stadion (Trondheim)           | Rosenborg             | 1:1       | Saint-Étienne         |
| 10 de diciembre de 2015 | Dnipro Arena (Dnipropetrovsk)           | Dnipro Dnipropetrovsk | 3:0       | Rosenborg             |
| 10 de diciembre de 2015 | Stade Geoffroy-Guichard (Saint-Étienne) | Saint-Étienne         | 1:1       | Lazio                 |

### Grupo H
| Equipo             | Pts | PJ | PG | PE | PP | GF | GC | Dif |
| ------------------ | --- | -- | -- | -- | -- | -- | -- | --- |
| Lokomotiv Moscú    | 11  | 6  | 3  | 2  | 1  | 12 | 7  | +5  |
| Sporting de Lisboa | 10  | 6  | 3  | 1  | 2  | 14 | 11 | +3  |
| Beşiktaş           | 9   | 6  | 2  | 3  | 1  | 7  | 6  | +1  |
| Skënderbeu Korçë   | 3   | 6  | 1  | 0  | 5  | 4  | 13 | -9  |

| \| Fecha \| Estadio \| Local \| Resultado \| Visitante \| \| ------------------------ \| ----------------------------------- \| ------------------ \| --------- \| ------------------ \| \| 17 de septiembre de 2015 \| Estadio José Alvalade (Lisboa) \| Sporting de Lisboa \| 1:3 \| Lokomotiv Moscú \| \| 17 de septiembre de 2015 \| Elbasan Arena (Elbasan) \| Skënderbeu Korçë \| 0:1 \| Beşiktaş \| \| 1 de octubre de 2015 \| Estadio Olímpico Atatürk (Estambul) \| Beşiktaş \| 1:1 \| Sporting de Lisboa \| \| 1 de octubre de 2015 \| Estadio Lokomotiv (Moscú) \| Lokomotiv Moscú \| 2:0 \| Skënderbeu Korçë \| \| 22 de octubre de 2015 \| Estadio Lokomotiv (Moscú) \| Lokomotiv Moscú \| 1:1 \| Beşiktaş \| \| 22 de octubre de 2015 \| Estadio José Alvalade (Lisboa) \| Sporting de Lisboa \| 5:1 \| Skënderbeu Korçë \| \| 5 de noviembre de 2015 \| Estadio Olímpico Atatürk (Estambul) \| Beşiktaş \| 1:1 \| Lokomotiv Moscú \| \| 5 de noviembre de 2015 \| Elbasan Arena (Elbasan) \| Skënderbeu Korçë \| 3:0 \| Sporting de Lisboa \| \| 26 de noviembre de 2015 \| Estadio Lokomotiv (Moscú) \| Lokomotiv Moscú \| 2:4 \| Sporting de Lisboa \| \| 26 de noviembre de 2015 \| Estadio Olímpico Atatürk (Estambul) \| Beşiktaş \| 2:0 \| Skënderbeu Korçë \| \| 10 de diciembre de 2015 \| Estadio José Alvalade (Lisboa) \| Sporting de Lisboa \| 3:1 \| Beşiktaş \| \| 10 de diciembre de 2015 \| Elbasan Arena (Elbasan) \| Skënderbeu Korçë \| 0:3 \| Lokomotiv Moscú \| |                                     |                    |           |                    |
| Fecha | Estadio                             | Local              | Resultado | Visitante          |
| 17 de septiembre de 2015 | Estadio José Alvalade (Lisboa)      | Sporting de Lisboa | 1:3       | Lokomotiv Moscú    |
| 17 de septiembre de 2015 | Elbasan Arena (Elbasan)             | Skënderbeu Korçë   | 0:1       | Beşiktaş           |
| 1 de octubre de 2015 | Estadio Olímpico Atatürk (Estambul) | Beşiktaş           | 1:1       | Sporting de Lisboa |
| 1 de octubre de 2015 | Estadio Lokomotiv (Moscú)           | Lokomotiv Moscú    | 2:0       | Skënderbeu Korçë   |
| 22 de octubre de 2015 | Estadio Lokomotiv (Moscú)           | Lokomotiv Moscú    | 1:1       | Beşiktaş           |
| 22 de octubre de 2015 | Estadio José Alvalade (Lisboa)      | Sporting de Lisboa | 5:1       | Skënderbeu Korçë   |
| 5 de noviembre de 2015 | Estadio Olímpico Atatürk (Estambul) | Beşiktaş           | 1:1       | Lokomotiv Moscú    |
| 5 de noviembre de 2015 | Elbasan Arena (Elbasan)             | Skënderbeu Korçë   | 3:0       | Sporting de Lisboa |
| 26 de noviembre de 2015 | Estadio Lokomotiv (Moscú)           | Lokomotiv Moscú    | 2:4       | Sporting de Lisboa |
| 26 de noviembre de 2015 | Estadio Olímpico Atatürk (Estambul) | Beşiktaş           | 2:0       | Skënderbeu Korçë   |
| 10 de diciembre de 2015 | Estadio José Alvalade (Lisboa)      | Sporting de Lisboa | 3:1       | Beşiktaş           |
| 10 de diciembre de 2015 | Elbasan Arena (Elbasan)             | Skënderbeu Korçë   | 0:3       | Lokomotiv Moscú    |

### Grupo I
| Equipo      | Pts | PJ | PG | PE | PP | GF | GC | Dif |
| ----------- | --- | -- | -- | -- | -- | -- | -- | --- |
| Basel       | 13  | 6  | 4  | 1  | 1  | 10 | 5  | +5  |
| Fiorentina  | 10  | 6  | 3  | 1  | 2  | 11 | 6  | +5  |
| Lech Poznań | 5   | 6  | 1  | 2  | 3  | 2  | 6  | -4  |
| Belenenses  | 5   | 6  | 1  | 2  | 3  | 2  | 8  | -6  |

| \| Fecha \| Estadio \| Local \| Resultado \| Visitante \| \| ------------------------ \| ------------------------------------ \| ----------- \| --------- \| ----------- \| \| 17 de septiembre de 2015 \| Estadio Artemio Franchi (Florencia) \| Fiorentina \| 1:2 \| Basel \| \| 17 de septiembre de 2015 \| Estadio Municipal de Poznań (Poznań) \| Lech Poznań \| 0:0 \| Belenenses \| \| 1 de octubre de 2015 \| Estádio do Restelo (Lisboa) \| Belenenses \| 0:4 \| Fiorentina \| \| 1 de octubre de 2015 \| St. Jakob Park (Basilea) \| Basel \| 2:0 \| Lech Poznań \| \| 22 de octubre de 2015 \| St. Jakob Park (Basilea) \| Basel \| 1:2 \| Belenenses \| \| 22 de octubre de 2015 \| Estadio Artemio Franchi (Florencia) \| Fiorentina \| 1:2 \| Lech Poznań \| \| 5 de noviembre de 2015 \| Estádio do Restelo (Lisboa) \| Belenenses \| 0:2 \| Basel \| \| 5 de noviembre de 2015 \| Estadio Municipal de Poznań (Poznań) \| Lech Poznań \| 0:2 \| Fiorentina \| \| 26 de noviembre de 2015 \| St. Jakob Park (Basilea) \| Basel \| 2:2 \| Fiorentina \| \| 26 de noviembre de 2015 \| Estádio do Restelo (Lisboa) \| Belenenses \| 0:0 \| Lech Poznań \| \| 10 de diciembre de 2015 \| Estadio Artemio Franchi (Florencia) \| Fiorentina \| 1:0 \| Belenenses \| \| 10 de diciembre de 2015 \| Estadio Municipal de Poznań (Poznań) \| Lech Poznań \| 0:1 \| Basel \| |                                      |             |           |             |
| Fecha | Estadio                              | Local       | Resultado | Visitante   |
| 17 de septiembre de 2015 | Estadio Artemio Franchi (Florencia)  | Fiorentina  | 1:2       | Basel       |
| 17 de septiembre de 2015 | Estadio Municipal de Poznań (Poznań) | Lech Poznań | 0:0       | Belenenses  |
| 1 de octubre de 2015 | Estádio do Restelo (Lisboa)          | Belenenses  | 0:4       | Fiorentina  |
| 1 de octubre de 2015 | St. Jakob Park (Basilea)             | Basel       | 2:0       | Lech Poznań |
| 22 de octubre de 2015 | St. Jakob Park (Basilea)             | Basel       | 1:2       | Belenenses  |
| 22 de octubre de 2015 | Estadio Artemio Franchi (Florencia)  | Fiorentina  | 1:2       | Lech Poznań |
| 5 de noviembre de 2015 | Estádio do Restelo (Lisboa)          | Belenenses  | 0:2       | Basel       |
| 5 de noviembre de 2015 | Estadio Municipal de Poznań (Poznań) | Lech Poznań | 0:2       | Fiorentina  |
| 26 de noviembre de 2015 | St. Jakob Park (Basilea)             | Basel       | 2:2       | Fiorentina  |
| 26 de noviembre de 2015 | Estádio do Restelo (Lisboa)          | Belenenses  | 0:0       | Lech Poznań |
| 10 de diciembre de 2015 | Estadio Artemio Franchi (Florencia)  | Fiorentina  | 1:0       | Belenenses  |
| 10 de diciembre de 2015 | Estadio Municipal de Poznań (Poznań) | Lech Poznań | 0:1       | Basel       |

### Grupo J
| Equipo            | Pts | PJ | PG | PE | PP | GF | GC | Dif |
| ----------------- | --- | -- | -- | -- | -- | -- | -- | --- |
| Tottenham Hotspur | 13  | 6  | 4  | 1  | 1  | 12 | 6  | +6  |
| Anderlecht        | 10  | 6  | 3  | 1  | 2  | 8  | 6  | +2  |
| Mónaco            | 6   | 6  | 1  | 3  | 2  | 5  | 9  | -4  |
| Qarabağ           | 4   | 6  | 1  | 1  | 4  | 4  | 8  | -4  |

| \| Fecha \| Estadio \| Local \| Resultado \| Visitante \| \| ------------------------ \| ------------------------------------------ \| ----------------- \| --------- \| ----------------- \| \| 17 de septiembre de 2015 \| Estadio Constant Vanden Stock (Anderlecht) \| Anderlecht \| 1:1 \| Mónaco \| \| 17 de septiembre de 2015 \| White Hart Lane (Londres) \| Tottenham Hotspur \| 3:1 \| Qarabağ \| \| 1 de octubre de 2015 \| Estadio Tofiq Bəhramov (Bakú) \| Qarabağ \| 1:0 \| Anderlecht \| \| 1 de octubre de 2015 \| Estadio Luis II (Mónaco) \| Mónaco \| 1:1 \| Tottenham Hotspur \| \| 22 de octubre de 2015 \| Estadio Luis II (Mónaco) \| Mónaco \| 1:0 \| Qarabağ \| \| 22 de octubre de 2015 \| Estadio Constant Vanden Stock (Anderlecht) \| Anderlecht \| 2:1 \| Tottenham Hotspur \| \| 5 de noviembre de 2015 \| Estadio Tofiq Bəhramov (Bakú) \| Qarabağ \| 1:1 \| Mónaco \| \| 5 de noviembre de 2015 \| White Hart Lane (Londres) \| Tottenham Hotspur \| 2:1 \| Anderlecht \| \| 26 de noviembre de 2015 \| Estadio Luis II (Mónaco) \| Mónaco \| 0:2 \| Anderlecht \| \| 26 de noviembre de 2015 \| Estadio Tofiq Bəhramov (Bakú) \| Qarabağ \| 0:1 \| Tottenham Hotspur \| \| 10 de diciembre de 2015 \| Estadio Constant Vanden Stock (Anderlecht) \| Anderlecht \| 2:1 \| Qarabağ \| \| 10 de diciembre de 2015 \| White Hart Lane (Londres) \| Tottenham Hotspur \| 4:1 \| Mónaco \| |                                            |                   |           |                   |
| Fecha | Estadio                                    | Local             | Resultado | Visitante         |
| 17 de septiembre de 2015 | Estadio Constant Vanden Stock (Anderlecht) | Anderlecht        | 1:1       | Mónaco            |
| 17 de septiembre de 2015 | White Hart Lane (Londres)                  | Tottenham Hotspur | 3:1       | Qarabağ           |
| 1 de octubre de 2015 | Estadio Tofiq Bəhramov (Bakú)              | Qarabağ           | 1:0       | Anderlecht        |
| 1 de octubre de 2015 | Estadio Luis II (Mónaco)                   | Mónaco            | 1:1       | Tottenham Hotspur |
| 22 de octubre de 2015 | Estadio Luis II (Mónaco)                   | Mónaco            | 1:0       | Qarabağ           |
| 22 de octubre de 2015 | Estadio Constant Vanden Stock (Anderlecht) | Anderlecht        | 2:1       | Tottenham Hotspur |
| 5 de noviembre de 2015 | Estadio Tofiq Bəhramov (Bakú)              | Qarabağ           | 1:1       | Mónaco            |
| 5 de noviembre de 2015 | White Hart Lane (Londres)                  | Tottenham Hotspur | 2:1       | Anderlecht        |
| 26 de noviembre de 2015 | Estadio Luis II (Mónaco)                   | Mónaco            | 0:2       | Anderlecht        |
| 26 de noviembre de 2015 | Estadio Tofiq Bəhramov (Bakú)              | Qarabağ           | 0:1       | Tottenham Hotspur |
| 10 de diciembre de 2015 | Estadio Constant Vanden Stock (Anderlecht) | Anderlecht        | 2:1       | Qarabağ           |
| 10 de diciembre de 2015 | White Hart Lane (Londres)                  | Tottenham Hotspur | 4:1       | Mónaco            |

### Grupo K
| Equipo           | Pts | PJ | PG | PE | PP | GF | GC | Dif |
| ---------------- | --- | -- | -- | -- | -- | -- | -- | --- |
| Schalke 04       | 14  | 6  | 4  | 2  | 0  | 15 | 3  | +12 |
| Sparta Praga     | 12  | 6  | 3  | 3  | 0  | 10 | 5  | +5  |
| Asteras Tripolis | 4   | 6  | 1  | 1  | 4  | 4  | 12 | -8  |
| APOEL Nicosia    | 3   | 6  | 1  | 0  | 5  | 3  | 12 | -9  |

| \| Fecha \| Estadio \| Local \| Resultado \| Visitante \| \| ------------------------ \| ---------------------------------------- \| ---------------- \| --------- \| ---------------- \| \| 17 de septiembre de 2015 \| Estadio GSP (Nicosia) \| APOEL Nicosia \| 0:3 \| Schalke 04 \| \| 17 de septiembre de 2015 \| Theodoros Kolokotronis Stadium (Trípoli) \| Asteras Tripolis \| 1:1 \| Sparta Praga \| \| 1 de octubre de 2015 \| Generali Arena (Praga) \| Sparta Praga \| 2:0 \| APOEL Nicosia \| \| 1 de octubre de 2015 \| Estadio Gelsenkirchen (Gelsenkirchen) \| Schalke 04 \| 4:0 \| Asteras Tripolis \| \| 22 de octubre de 2015 \| Estadio Gelsenkirchen (Gelsenkirchen) \| Schalke 04 \| 2:2 \| Sparta Praga \| \| 22 de octubre de 2015 \| Estadio GSP (Nicosia) \| APOEL Nicosia \| 2:1 \| Asteras Tripolis \| \| 5 de noviembre de 2015 \| Generali Arena (Praga) \| Sparta Praga \| 1:1 \| Schalke 04 \| \| 5 de noviembre de 2015 \| Theodoros Kolokotronis Stadium (Trípoli) \| Asteras Tripolis \| 2:0 \| APOEL Nicosia \| \| 26 de noviembre de 2015 \| Estadio Gelsenkirchen (Gelsenkirchen) \| Schalke 04 \| 1:0 \| APOEL Nicosia \| \| 26 de noviembre de 2015 \| Generali Arena (Praga) \| Sparta Praga \| 1:0 \| Asteras Tripolis \| \| 10 de diciembre de 2015 \| Estadio GSP (Nicosia) \| APOEL Nicosia \| 1:3 \| Sparta Praga \| \| 10 de diciembre de 2015 \| Theodoros Kolokotronis Stadium (Trípoli) \| Asteras Tripolis \| 0:4 \| Schalke 04 \| |                                          |                  |           |                  |
| Fecha | Estadio                                  | Local            | Resultado | Visitante        |
| 17 de septiembre de 2015 | Estadio GSP (Nicosia)                    | APOEL Nicosia    | 0:3       | Schalke 04       |
| 17 de septiembre de 2015 | Theodoros Kolokotronis Stadium (Trípoli) | Asteras Tripolis | 1:1       | Sparta Praga     |
| 1 de octubre de 2015 | Generali Arena (Praga)                   | Sparta Praga     | 2:0       | APOEL Nicosia    |
| 1 de octubre de 2015 | Estadio Gelsenkirchen (Gelsenkirchen)    | Schalke 04       | 4:0       | Asteras Tripolis |
| 22 de octubre de 2015 | Estadio Gelsenkirchen (Gelsenkirchen)    | Schalke 04       | 2:2       | Sparta Praga     |
| 22 de octubre de 2015 | Estadio GSP (Nicosia)                    | APOEL Nicosia    | 2:1       | Asteras Tripolis |
| 5 de noviembre de 2015 | Generali Arena (Praga)                   | Sparta Praga     | 1:1       | Schalke 04       |
| 5 de noviembre de 2015 | Theodoros Kolokotronis Stadium (Trípoli) | Asteras Tripolis | 2:0       | APOEL Nicosia    |
| 26 de noviembre de 2015 | Estadio Gelsenkirchen (Gelsenkirchen)    | Schalke 04       | 1:0       | APOEL Nicosia    |
| 26 de noviembre de 2015 | Generali Arena (Praga)                   | Sparta Praga     | 1:0       | Asteras Tripolis |
| 10 de diciembre de 2015 | Estadio GSP (Nicosia)                    | APOEL Nicosia    | 1:3       | Sparta Praga     |
| 10 de diciembre de 2015 | Theodoros Kolokotronis Stadium (Trípoli) | Asteras Tripolis | 0:4       | Schalke 04       |

### Grupo L
| Equipo            | Pts | PJ | PG | PE | PP | GF | GC | Dif |
| ----------------- | --- | -- | -- | -- | -- | -- | -- | --- |
| Athletic Club     | 13  | 6  | 4  | 1  | 1  | 16 | 8  | +8  |
| Augsburgo         | 9   | 6  | 3  | 0  | 3  | 12 | 11 | +1  |
| Partizan Belgrado | 9   | 6  | 3  | 0  | 3  | 10 | 14 | -4  |
| AZ Alkmaar        | 4   | 6  | 1  | 1  | 4  | 8  | 13 | -5  |

| \| Fecha \| Estadio \| Local \| Resultado \| Visitante \| \| ------------------------ \| -------------------------------------------------------- \| ----------------- \| --------- \| ----------------- \| \| 17 de septiembre de 2015 \| Estadio Partizan (Belgrado) \| Partizan Belgrado \| 3:2 \| AZ Alkmaar \| \| 17 de septiembre de 2015 \| Estadio de San Mamés (2013)Estadio de San Mamés (Bilbao) \| Athletic Club \| 3:1 \| Augsburgo \| \| 1 de octubre de 2015 \| WWK Arena (Augsburgo) \| Augsburgo \| 1:3 \| Partizan Belgrado \| \| 1 de octubre de 2015 \| AZ Stadion (Alkmaar) \| AZ Alkmaar \| 2:1 \| Athletic Club \| \| 22 de octubre de 2015 \| AZ Stadion (Alkmaar) \| AZ Alkmaar \| 0:1 \| Augsburgo \| \| 22 de octubre de 2015 \| Estadio Partizan (Belgrado) \| Partizan Belgrado \| 0:2 \| Athletic Club \| \| 5 de noviembre de 2015 \| WWK Arena (Augsburgo) \| Augsburgo \| 4:1 \| AZ Alkmaar \| \| 5 de noviembre de 2015 \| Estadio de San Mamés (2013)Estadio de San Mamés (Bilbao) \| Athletic Club \| 5:1 \| Partizan Belgrado \| \| 26 de noviembre de 2015 \| AZ Stadion (Alkmaar) \| AZ Alkmaar \| 1:2 \| Partizan Belgrado \| \| 26 de noviembre de 2015 \| WWK Arena (Augsburgo) \| Augsburgo \| 2:3 \| Athletic Club \| \| 10 de diciembre de 2015 \| Estadio Partizan (Belgrado) \| Partizan Belgrado \| 1:3 \| Augsburgo \| \| 10 de diciembre de 2015 \| Estadio de San Mamés (2013)Estadio de San Mamés (Bilbao) \| Athletic Club \| 2:2 \| AZ Alkmaar \| |                                                          |                   |           |                   |
| Fecha | Estadio                                                  | Local             | Resultado | Visitante         |
| 17 de septiembre de 2015 | Estadio Partizan (Belgrado)                              | Partizan Belgrado | 3:2       | AZ Alkmaar        |
| 17 de septiembre de 2015 | Estadio de San Mamés (2013)Estadio de San Mamés (Bilbao) | Athletic Club     | 3:1       | Augsburgo         |
| 1 de octubre de 2015 | WWK Arena (Augsburgo)                                    | Augsburgo         | 1:3       | Partizan Belgrado |
| 1 de octubre de 2015 | AZ Stadion (Alkmaar)                                     | AZ Alkmaar        | 2:1       | Athletic Club     |
| 22 de octubre de 2015 | AZ Stadion (Alkmaar)                                     | AZ Alkmaar        | 0:1       | Augsburgo         |
| 22 de octubre de 2015 | Estadio Partizan (Belgrado)                              | Partizan Belgrado | 0:2       | Athletic Club     |
| 5 de noviembre de 2015 | WWK Arena (Augsburgo)                                    | Augsburgo         | 4:1       | AZ Alkmaar        |
| 5 de noviembre de 2015 | Estadio de San Mamés (2013)Estadio de San Mamés (Bilbao) | Athletic Club     | 5:1       | Partizan Belgrado |
| 26 de noviembre de 2015 | AZ Stadion (Alkmaar)                                     | AZ Alkmaar        | 1:2       | Partizan Belgrado |
| 26 de noviembre de 2015 | WWK Arena (Augsburgo)                                    | Augsburgo         | 2:3       | Athletic Club     |
| 10 de diciembre de 2015 | Estadio Partizan (Belgrado)                              | Partizan Belgrado | 1:3       | Augsburgo         |
| 10 de diciembre de 2015 | Estadio de San Mamés (2013)Estadio de San Mamés (Bilbao) | Athletic Club     | 2:2       | AZ Alkmaar        |

## Segunda fase
La fase final de la competición se disputa en eliminatorias a doble partido, salvo la final, jugada a partido único. En estos encuentros rige la regla del gol de visitante, que determina que el equipo que haya marcado más goles como visitante gana la eliminatoria si hay empate en la diferencia de goles. En caso de estar la eliminatoria empatada tras los 180 minutos de ambos partidos se disputará una prórroga de 30 minutos, y si ésta termina sin goles la eliminatoria se decidirá en una tanda de penales. Debido al conflicto político entre Rusia y Ucrania; clubes de ambos países no se podían encontrar en esta ronda además de clubes del mismo grupo tampoco podían cruzarse en esta ronda.

### Equipos clasificados
| Simbología                    |
| ----------------------------- |
| 1.er bombo (cabezas de serie) |
| 2.º bombo                     |

Primeros y segundos lugares de la fase de grupos de la Liga Europa de la UEFA
| Grupo | Primer lugar      | Segundo lugar         |
| ----- | ----------------- | --------------------- |
| A     | Molde             | Fenerbahçe            |
| B     | Liverpool         | Sion                  |
| C     | Krasnodar         | Borussia Dortmund     |
| D     | Napoli            | Midtjylland           |
| E     | Rapid Viena       | Villarreal            |
| F     | Sporting Braga    | Olympique de Marsella |
| G     | Lazio             | Saint-Étienne         |
| H     | Lokomotiv Moscú   | Sporting de Lisboa    |
| I     | Basilea           | Fiorentina            |
| J     | Tottenham Hotspur | Anderlecht            |
| K     | Schalke 04        | Sparta Praga          |
| L     | Athletic Club     | Augsburgo             |

Mejores terceros lugares de la fase de grupos de la Liga de Campeones de la UEFA
| Equipo            | Pts | PJ | PG | PE | PP | GF | GC | Dif | Grupo |
| ----------------- | --- | -- | -- | -- | -- | -- | -- | --- | ----- |
| Porto             | 10  | 6  | 3  | 1  | 2  | 9  | 8  | +1  | G     |
| Olympiacos        | 9   | 6  | 3  | 0  | 3  | 6  | 13 | -7  | F     |
| Manchester United | 8   | 6  | 2  | 2  | 2  | 7  | 7  | 0   | B     |
| Bayer Leverkusen  | 6   | 6  | 1  | 3  | 2  | 13 | 12 | +1  | E     |
| Sevilla           | 6   | 6  | 2  | 0  | 4  | 8  | 11 | -3  | D     |
| Valencia          | 6   | 6  | 2  | 0  | 4  | 5  | 9  | -4  | H     |
| Galatasaray       | 5   | 6  | 1  | 2  | 3  | 6  | 10 | -4  | C     |
| Shakhtar Donetsk  | 3   | 6  | 1  | 0  | 5  | 7  | 14 | -7  | A     |

### Dieciseisavos de final
El sorteo para los dieciseisavos de final de la Liga Europa de la UEFA 2015/16 se celebró el lunes 14 de diciembre de 2015 en la sede de la UEFA en Nyon, Suiza.
| Equipo local ida      | Resultado | Equipo local vuelta | Ida | Vuelta |
| --------------------- | --------- | ------------------- | --- | ------ |
| Valencia              | 10:0      | Rapid Viena         | 6:0 | 4:0    |
| Fiorentina            | 1:4       | Tottenham Hotspur   | 1:1 | 0:3    |
| Borussia Dortmund     | 3:0       | Porto               | 2:0 | 1:0    |
| Fenerbahçe            | 3:1       | Lokomotiv Moscú     | 2:0 | 1:1    |
| Anderlecht            | 3:1       | Olympiacos          | 1:0 | 2:1    |
| Midtjylland           | 3:6       | Manchester United   | 2:1 | 1:5    |
| Augsburgo             | 0:1       | Liverpool           | 0:0 | 0:1    |
| Sparta Praga          | 4:0       | Krasnodar           | 1:0 | 3:0    |
| Galatasaray           | 2:4       | Lazio               | 1:1 | 1:3    |
| Sion                  | 3:4       | Sporting Braga      | 1:2 | 2:2    |
| Shakhtar Donetsk      | 3:0       | Schalke 04          | 0:0 | 3:0    |
| Olympique de Marsella | 1:2       | Athletic Club       | 0:1 | 1:1    |
| Sevilla               | 3:1       | Molde               | 3:0 | 0:1    |
| Sporting de Lisboa    | 1:4       | Bayer Leverkusen    | 0:1 | 1:3    |
| Villarreal            | 2:1       | Napoli              | 1:0 | 1:1    |
| Saint-Étienne         | 4:4       | Basel (v)           | 3:2 | 1:2    |

## Fase Final
|  | Dieciseisavos de final                                               | Dieciseisavos de final                                               | Dieciseisavos de final                                               | Dieciseisavos de final                                               |   |                    | Octavos de final                                       | Octavos de final                                       | Octavos de final                                       | Octavos de final                                       |  |                   | Cuartos de final                                      | Cuartos de final                                      | Cuartos de final                                      | Cuartos de final                                      |  |                  | Semifinales                                          | Semifinales                                          | Semifinales                                          | Semifinales                                          |  |           | Final                                      | Final                                      |  |
|  | 16 y 18 de febrero de 2016 (ida) 24 y 25 de febrero de 2016 (vuelta) | 16 y 18 de febrero de 2016 (ida) 24 y 25 de febrero de 2016 (vuelta) | 16 y 18 de febrero de 2016 (ida) 24 y 25 de febrero de 2016 (vuelta) | 16 y 18 de febrero de 2016 (ida) 24 y 25 de febrero de 2016 (vuelta) |   |                    | 10 de marzo de 2016 (ida) 17 de marzo de 2016 (vuelta) | 10 de marzo de 2016 (ida) 17 de marzo de 2016 (vuelta) | 10 de marzo de 2016 (ida) 17 de marzo de 2016 (vuelta) | 10 de marzo de 2016 (ida) 17 de marzo de 2016 (vuelta) |  |                   | 7 de abril de 2016 (ida) 14 de abril de 2016 (vuelta) | 7 de abril de 2016 (ida) 14 de abril de 2016 (vuelta) | 7 de abril de 2016 (ida) 14 de abril de 2016 (vuelta) | 7 de abril de 2016 (ida) 14 de abril de 2016 (vuelta) |  |                  | 28 de abril de 2016 (ida) 5 de mayo de 2016 (vuelta) | 28 de abril de 2016 (ida) 5 de mayo de 2016 (vuelta) | 28 de abril de 2016 (ida) 5 de mayo de 2016 (vuelta) | 28 de abril de 2016 (ida) 5 de mayo de 2016 (vuelta) |  |           | 18 de mayo de 2016 St. Jakob Park, Basilea | 18 de mayo de 2016 St. Jakob Park, Basilea |  |
|  |                                                                      |                                                                      |                                                                      |                                                                      |   |                    |                                                        |                                                        |                                                        |                                                        |  |                   |                                                       |                                                       |                                                       |                                                       |  |                  |                                                      |                                                      |                                                      |                                                      |  |           |                                            |                                            |  |
|  |                                                                      |                                                                      |                                                                      |                                                                      |   |                    |                                                        |                                                        |                                                        |                                                        |  |                   |                                                       |                                                       |                                                       |                                                       |  |                  |                                                      |                                                      |                                                      |                                                      |  |           |                                            |                                            |  |
|  | Villarreal                                                           | 1                                                                    | 1                                                                    | 2                                                                    |   |                    |                                                        |                                                        |                                                        |                                                        |  |                   |                                                       |                                                       |                                                       |                                                       |  |                  |                                                      |                                                      |                                                      |                                                      |  |           |                                            |                                            |  |
|  | Villarreal                                                           | 1                                                                    | 1                                                                    | 2                                                                    |   |                    |                                                        |                                                        |                                                        |                                                        |  |                   |                                                       |                                                       |                                                       |                                                       |  |                  |                                                      |                                                      |                                                      |                                                      |  |           |                                            |                                            |  |
|  | Napoli                                                               | 0                                                                    | 1                                                                    | 1                                                                    |   |                    |                                                        |                                                        |                                                        |                                                        |  |                   |                                                       |                                                       |                                                       |                                                       |  |                  |                                                      |                                                      |                                                      |                                                      |  |           |                                            |                                            |  |
|  | Napoli                                                               | 0                                                                    | 1                                                                    | 1                                                                    |   | Villarreal         | 2                                                      | 0                                                      | 2                                                      |                                                        |  |                   |                                                       |                                                       |                                                       |                                                       |  |                  |                                                      |                                                      |                                                      |                                                      |  |           |                                            |                                            |  |
|  |                                                                      |                                                                      |                                                                      |                                                                      |   | Villarreal         | 2                                                      | 0                                                      | 2                                                      |                                                        |  |                   |                                                       |                                                       |                                                       |                                                       |  |                  |                                                      |                                                      |                                                      |                                                      |  |           |                                            |                                            |  |
|  |                                                                      |                                                                      | Bayer Leverkusen                                                     | 0                                                                    | 0 | 0                  |                                                        |                                                        |                                                        |                                                        |  |                   |                                                       |                                                       |                                                       |                                                       |  |                  |                                                      |                                                      |                                                      |                                                      |  |           |                                            |                                            |  |
|  | Sporting de Lisboa                                                   | 0                                                                    | Bayer Leverkusen                                                     | 0                                                                    | 0 | 0                  | 1                                                      | 1                                                      |                                                        |                                                        |  |                   |                                                       |                                                       |                                                       |                                                       |  |                  |                                                      |                                                      |                                                      |                                                      |  |           |                                            |                                            |  |
|  | Sporting de Lisboa                                                   | 0                                                                    |                                                                      |                                                                      |   |                    |                                                        |                                                        |                                                        |                                                        |  |                   |                                                       |                                                       |                                                       |                                                       |  |                  |                                                      |                                                      |                                                      |                                                      |  |           |                                            |                                            |  |
|  | Bayer Leverkusen                                                     | 1                                                                    | 3                                                                    | 4                                                                    |   |                    |                                                        |                                                        |                                                        |                                                        |  |                   |                                                       |                                                       |                                                       |                                                       |  |                  |                                                      |                                                      |                                                      |                                                      |  |           |                                            |                                            |  |
|  | Bayer Leverkusen                                                     | 1                                                                    | 3                                                                    | 4                                                                    |   |                    |                                                        |                                                        |                                                        |                                                        |  | Villarreal        | 2                                                     | 4                                                     | 6                                                     |                                                       |  |                  |                                                      |                                                      |                                                      |                                                      |  |           |                                            |                                            |  |
|  |                                                                      |                                                                      |                                                                      |                                                                      |   |                    |                                                        |                                                        |                                                        |                                                        |  | Villarreal        | 2                                                     | 4                                                     | 6                                                     |                                                       |  |                  |                                                      |                                                      |                                                      |                                                      |  |           |                                            |                                            |  |
|  |                                                                      |                                                                      | Sparta Praga                                                         | 1                                                                    | 2 | 3                  |                                                        |                                                        |                                                        |                                                        |  |                   |                                                       |                                                       |                                                       |                                                       |  |                  |                                                      |                                                      |                                                      |                                                      |  |           |                                            |                                            |  |
|  | Sparta Praga                                                         | 1                                                                    | Sparta Praga                                                         | 1                                                                    | 2 | 3                  | 3                                                      | 4                                                      |                                                        |                                                        |  |                   |                                                       |                                                       |                                                       |                                                       |  |                  |                                                      |                                                      |                                                      |                                                      |  |           |                                            |                                            |  |
|  | Sparta Praga                                                         | 1                                                                    |                                                                      |                                                                      |   |                    |                                                        |                                                        |                                                        |                                                        |  |                   |                                                       |                                                       |                                                       |                                                       |  |                  |                                                      |                                                      |                                                      |                                                      |  |           |                                            |                                            |  |
|  | Krasnodar                                                            | 0                                                                    | 0                                                                    | 0                                                                    |   |                    |                                                        |                                                        |                                                        |                                                        |  |                   |                                                       |                                                       |                                                       |                                                       |  |                  |                                                      |                                                      |                                                      |                                                      |  |           |                                            |                                            |  |
|  | Krasnodar                                                            | 0                                                                    | 0                                                                    | 0                                                                    |   | Sparta Praga       | 1                                                      | 3                                                      | 4                                                      |                                                        |  |                   |                                                       |                                                       |                                                       |                                                       |  |                  |                                                      |                                                      |                                                      |                                                      |  |           |                                            |                                            |  |
|  |                                                                      |                                                                      |                                                                      |                                                                      |   | Sparta Praga       | 1                                                      | 3                                                      | 4                                                      |                                                        |  |                   |                                                       |                                                       |                                                       |                                                       |  |                  |                                                      |                                                      |                                                      |                                                      |  |           |                                            |                                            |  |
|  |                                                                      |                                                                      | Lazio                                                                | 1                                                                    | 0 | 1                  |                                                        |                                                        |                                                        |                                                        |  |                   |                                                       |                                                       |                                                       |                                                       |  |                  |                                                      |                                                      |                                                      |                                                      |  |           |                                            |                                            |  |
|  | Galatasaray                                                          | 1                                                                    | Lazio                                                                | 1                                                                    | 0 | 1                  | 1                                                      | 2                                                      |                                                        |                                                        |  |                   |                                                       |                                                       |                                                       |                                                       |  |                  |                                                      |                                                      |                                                      |                                                      |  |           |                                            |                                            |  |
|  | Galatasaray                                                          | 1                                                                    |                                                                      |                                                                      |   |                    |                                                        |                                                        |                                                        |                                                        |  |                   |                                                       |                                                       |                                                       |                                                       |  |                  |                                                      |                                                      |                                                      |                                                      |  |           |                                            |                                            |  |
|  | Lazio                                                                | 1                                                                    | 3                                                                    | 4                                                                    |   |                    |                                                        |                                                        |                                                        |                                                        |  |                   |                                                       |                                                       |                                                       |                                                       |  |                  |                                                      |                                                      |                                                      |                                                      |  |           |                                            |                                            |  |
|  | Lazio                                                                | 1                                                                    | 3                                                                    | 4                                                                    |   |                    |                                                        |                                                        |                                                        |                                                        |  |                   |                                                       |                                                       |                                                       |                                                       |  | Villarreal       | 1                                                    | 0                                                    | 1                                                    |                                                      |  |           |                                            |                                            |  |
|  |                                                                      |                                                                      |                                                                      |                                                                      |   |                    |                                                        |                                                        |                                                        |                                                        |  |                   |                                                       |                                                       |                                                       |                                                       |  | Villarreal       | 1                                                    | 0                                                    | 1                                                    |                                                      |  |           |                                            |                                            |  |
|  |                                                                      |                                                                      | Liverpool                                                            | 0                                                                    | 3 | 3                  |                                                        |                                                        |                                                        |                                                        |  |                   |                                                       |                                                       |                                                       |                                                       |  |                  |                                                      |                                                      |                                                      |                                                      |  |           |                                            |                                            |  |
|  | Borussia Dortmund                                                    | 2                                                                    | Liverpool                                                            | 0                                                                    | 3 | 3                  | 1                                                      | 3                                                      |                                                        |                                                        |  |                   |                                                       |                                                       |                                                       |                                                       |  |                  |                                                      |                                                      |                                                      |                                                      |  |           |                                            |                                            |  |
|  | Borussia Dortmund                                                    | 2                                                                    |                                                                      |                                                                      |   |                    |                                                        |                                                        |                                                        |                                                        |  |                   |                                                       |                                                       |                                                       |                                                       |  |                  |                                                      |                                                      |                                                      |                                                      |  |           |                                            |                                            |  |
|  | Porto                                                                | 0                                                                    | 0                                                                    | 0                                                                    |   |                    |                                                        |                                                        |                                                        |                                                        |  |                   |                                                       |                                                       |                                                       |                                                       |  |                  |                                                      |                                                      |                                                      |                                                      |  |           |                                            |                                            |  |
|  | Porto                                                                | 0                                                                    | 0                                                                    | 0                                                                    |   | Borussia Dortmund  | 3                                                      | 2                                                      | 5                                                      |                                                        |  |                   |                                                       |                                                       |                                                       |                                                       |  |                  |                                                      |                                                      |                                                      |                                                      |  |           |                                            |                                            |  |
|  |                                                                      |                                                                      |                                                                      |                                                                      |   | Borussia Dortmund  | 3                                                      | 2                                                      | 5                                                      |                                                        |  |                   |                                                       |                                                       |                                                       |                                                       |  |                  |                                                      |                                                      |                                                      |                                                      |  |           |                                            |                                            |  |
|  |                                                                      |                                                                      | Tottenham Hotspur                                                    | 0                                                                    | 1 | 1                  |                                                        |                                                        |                                                        |                                                        |  |                   |                                                       |                                                       |                                                       |                                                       |  |                  |                                                      |                                                      |                                                      |                                                      |  |           |                                            |                                            |  |
|  | Fiorentina                                                           | 1                                                                    | Tottenham Hotspur                                                    | 0                                                                    | 1 | 1                  | 0                                                      | 1                                                      |                                                        |                                                        |  |                   |                                                       |                                                       |                                                       |                                                       |  |                  |                                                      |                                                      |                                                      |                                                      |  |           |                                            |                                            |  |
|  | Fiorentina                                                           | 1                                                                    |                                                                      |                                                                      |   |                    |                                                        |                                                        |                                                        |                                                        |  |                   |                                                       |                                                       |                                                       |                                                       |  |                  |                                                      |                                                      |                                                      |                                                      |  |           |                                            |                                            |  |
|  | Tottenham Hotspur                                                    | 1                                                                    | 3                                                                    | 4                                                                    |   |                    |                                                        |                                                        |                                                        |                                                        |  |                   |                                                       |                                                       |                                                       |                                                       |  |                  |                                                      |                                                      |                                                      |                                                      |  |           |                                            |                                            |  |
|  | Tottenham Hotspur                                                    | 1                                                                    | 3                                                                    | 4                                                                    |   |                    |                                                        |                                                        |                                                        |                                                        |  | Borussia Dortmund | 1                                                     | 3                                                     | 4                                                     |                                                       |  |                  |                                                      |                                                      |                                                      |                                                      |  |           |                                            |                                            |  |
|  |                                                                      |                                                                      |                                                                      |                                                                      |   |                    |                                                        |                                                        |                                                        |                                                        |  | Borussia Dortmund | 1                                                     | 3                                                     | 4                                                     |                                                       |  |                  |                                                      |                                                      |                                                      |                                                      |  |           |                                            |                                            |  |
|  |                                                                      |                                                                      | Liverpool                                                            | 1                                                                    | 4 | 5                  |                                                        |                                                        |                                                        |                                                        |  |                   |                                                       |                                                       |                                                       |                                                       |  |                  |                                                      |                                                      |                                                      |                                                      |  |           |                                            |                                            |  |
|  | Augsburgo                                                            | 0                                                                    | Liverpool                                                            | 1                                                                    | 4 | 5                  | 0                                                      | 0                                                      |                                                        |                                                        |  |                   |                                                       |                                                       |                                                       |                                                       |  |                  |                                                      |                                                      |                                                      |                                                      |  |           |                                            |                                            |  |
|  | Augsburgo                                                            | 0                                                                    |                                                                      |                                                                      |   |                    |                                                        |                                                        |                                                        |                                                        |  |                   |                                                       |                                                       |                                                       |                                                       |  |                  |                                                      |                                                      |                                                      |                                                      |  |           |                                            |                                            |  |
|  | Liverpool                                                            | 0                                                                    | 1                                                                    | 1                                                                    |   |                    |                                                        |                                                        |                                                        |                                                        |  |                   |                                                       |                                                       |                                                       |                                                       |  |                  |                                                      |                                                      |                                                      |                                                      |  |           |                                            |                                            |  |
|  | Liverpool                                                            | 0                                                                    | 1                                                                    | 1                                                                    |   | Liverpool          | 2                                                      | 1                                                      | 3                                                      |                                                        |  |                   |                                                       |                                                       |                                                       |                                                       |  |                  |                                                      |                                                      |                                                      |                                                      |  |           |                                            |                                            |  |
|  |                                                                      |                                                                      |                                                                      |                                                                      |   | Liverpool          | 2                                                      | 1                                                      | 3                                                      |                                                        |  |                   |                                                       |                                                       |                                                       |                                                       |  |                  |                                                      |                                                      |                                                      |                                                      |  |           |                                            |                                            |  |
|  |                                                                      |                                                                      | Manchester United                                                    | 0                                                                    | 1 | 1                  |                                                        |                                                        |                                                        |                                                        |  |                   |                                                       |                                                       |                                                       |                                                       |  |                  |                                                      |                                                      |                                                      |                                                      |  |           |                                            |                                            |  |
|  | Midtjylland                                                          | 2                                                                    | Manchester United                                                    | 0                                                                    | 1 | 1                  | 1                                                      | 3                                                      |                                                        |                                                        |  |                   |                                                       |                                                       |                                                       |                                                       |  |                  |                                                      |                                                      |                                                      |                                                      |  |           |                                            |                                            |  |
|  | Midtjylland                                                          | 2                                                                    |                                                                      |                                                                      |   |                    |                                                        |                                                        |                                                        |                                                        |  |                   |                                                       |                                                       |                                                       |                                                       |  |                  |                                                      |                                                      |                                                      |                                                      |  |           |                                            |                                            |  |
|  | Manchester United                                                    | 1                                                                    | 5                                                                    | 6                                                                    |   |                    |                                                        |                                                        |                                                        |                                                        |  |                   |                                                       |                                                       |                                                       |                                                       |  |                  |                                                      |                                                      |                                                      |                                                      |  |           |                                            |                                            |  |
|  | Manchester United                                                    | 1                                                                    | 5                                                                    | 6                                                                    |   |                    |                                                        |                                                        |                                                        |                                                        |  |                   |                                                       |                                                       |                                                       |                                                       |  |                  |                                                      |                                                      |                                                      |                                                      |  | Liverpool | 1                                          |                                            |  |
|  |                                                                      |                                                                      |                                                                      |                                                                      |   |                    |                                                        |                                                        |                                                        |                                                        |  |                   |                                                       |                                                       |                                                       |                                                       |  |                  |                                                      |                                                      |                                                      |                                                      |  | Liverpool | 1                                          |                                            |  |
|  |                                                                      |                                                                      | Sevilla                                                              | 3                                                                    |   |                    |                                                        |                                                        |                                                        |                                                        |  |                   |                                                       |                                                       |                                                       |                                                       |  |                  |                                                      |                                                      |                                                      |                                                      |  |           |                                            |                                            |  |
|  | Fenerbahçe                                                           | 2                                                                    | Sevilla                                                              | 3                                                                    | 1 | 3                  |                                                        |                                                        |                                                        |                                                        |  |                   |                                                       |                                                       |                                                       |                                                       |  |                  |                                                      |                                                      |                                                      |                                                      |  |           |                                            |                                            |  |
|  | Fenerbahçe                                                           | 2                                                                    |                                                                      |                                                                      |   |                    |                                                        |                                                        |                                                        |                                                        |  |                   |                                                       |                                                       |                                                       |                                                       |  |                  |                                                      |                                                      |                                                      |                                                      |  |           |                                            |                                            |  |
|  | Lokomotiv Moscú                                                      | 0                                                                    | 1                                                                    | 1                                                                    |   |                    |                                                        |                                                        |                                                        |                                                        |  |                   |                                                       |                                                       |                                                       |                                                       |  |                  |                                                      |                                                      |                                                      |                                                      |  |           |                                            |                                            |  |
|  | Lokomotiv Moscú                                                      | 0                                                                    | 1                                                                    | 1                                                                    |   | Fenerbahçe         | 1                                                      | 1                                                      | 2                                                      |                                                        |  |                   |                                                       |                                                       |                                                       |                                                       |  |                  |                                                      |                                                      |                                                      |                                                      |  |           |                                            |                                            |  |
|  |                                                                      |                                                                      |                                                                      |                                                                      |   | Fenerbahçe         | 1                                                      | 1                                                      | 2                                                      |                                                        |  |                   |                                                       |                                                       |                                                       |                                                       |  |                  |                                                      |                                                      |                                                      |                                                      |  |           |                                            |                                            |  |
|  |                                                                      |                                                                      | Sporting Braga                                                       | 0                                                                    | 4 | 4                  |                                                        |                                                        |                                                        |                                                        |  |                   |                                                       |                                                       |                                                       |                                                       |  |                  |                                                      |                                                      |                                                      |                                                      |  |           |                                            |                                            |  |
|  | Sion                                                                 | 1                                                                    | Sporting Braga                                                       | 0                                                                    | 4 | 4                  | 2                                                      | 3                                                      |                                                        |                                                        |  |                   |                                                       |                                                       |                                                       |                                                       |  |                  |                                                      |                                                      |                                                      |                                                      |  |           |                                            |                                            |  |
|  | Sion                                                                 | 1                                                                    |                                                                      |                                                                      |   |                    |                                                        |                                                        |                                                        |                                                        |  |                   |                                                       |                                                       |                                                       |                                                       |  |                  |                                                      |                                                      |                                                      |                                                      |  |           |                                            |                                            |  |
|  | Sporting Braga                                                       | 2                                                                    | 2                                                                    | 4                                                                    |   |                    |                                                        |                                                        |                                                        |                                                        |  |                   |                                                       |                                                       |                                                       |                                                       |  |                  |                                                      |                                                      |                                                      |                                                      |  |           |                                            |                                            |  |
|  | Sporting Braga                                                       | 2                                                                    | 2                                                                    | 4                                                                    |   |                    |                                                        |                                                        |                                                        |                                                        |  | Sporting Braga    | 1                                                     | 0                                                     | 1                                                     |                                                       |  |                  |                                                      |                                                      |                                                      |                                                      |  |           |                                            |                                            |  |
|  |                                                                      |                                                                      |                                                                      |                                                                      |   |                    |                                                        |                                                        |                                                        |                                                        |  | Sporting Braga    | 1                                                     | 0                                                     | 1                                                     |                                                       |  |                  |                                                      |                                                      |                                                      |                                                      |  |           |                                            |                                            |  |
|  |                                                                      |                                                                      | Shakhtar Donetsk                                                     | 2                                                                    | 4 | 6                  |                                                        |                                                        |                                                        |                                                        |  |                   |                                                       |                                                       |                                                       |                                                       |  |                  |                                                      |                                                      |                                                      |                                                      |  |           |                                            |                                            |  |
|  | Shakhtar Donetsk                                                     | 0                                                                    | Shakhtar Donetsk                                                     | 2                                                                    | 4 | 6                  | 3                                                      | 3                                                      |                                                        |                                                        |  |                   |                                                       |                                                       |                                                       |                                                       |  |                  |                                                      |                                                      |                                                      |                                                      |  |           |                                            |                                            |  |
|  | Shakhtar Donetsk                                                     | 0                                                                    |                                                                      |                                                                      |   |                    |                                                        |                                                        |                                                        |                                                        |  |                   |                                                       |                                                       |                                                       |                                                       |  |                  |                                                      |                                                      |                                                      |                                                      |  |           |                                            |                                            |  |
|  | Schalke 04                                                           | 0                                                                    | 0                                                                    | 0                                                                    |   |                    |                                                        |                                                        |                                                        |                                                        |  |                   |                                                       |                                                       |                                                       |                                                       |  |                  |                                                      |                                                      |                                                      |                                                      |  |           |                                            |                                            |  |
|  | Schalke 04                                                           | 0                                                                    | 0                                                                    | 0                                                                    |   | Shakhtar Donetsk   | 3                                                      | 1                                                      | 4                                                      |                                                        |  |                   |                                                       |                                                       |                                                       |                                                       |  |                  |                                                      |                                                      |                                                      |                                                      |  |           |                                            |                                            |  |
|  |                                                                      |                                                                      |                                                                      |                                                                      |   | Shakhtar Donetsk   | 3                                                      | 1                                                      | 4                                                      |                                                        |  |                   |                                                       |                                                       |                                                       |                                                       |  |                  |                                                      |                                                      |                                                      |                                                      |  |           |                                            |                                            |  |
|  |                                                                      |                                                                      | Anderlecht                                                           | 1                                                                    | 0 | 1                  |                                                        |                                                        |                                                        |                                                        |  |                   |                                                       |                                                       |                                                       |                                                       |  |                  |                                                      |                                                      |                                                      |                                                      |  |           |                                            |                                            |  |
|  | Anderlecht                                                           | 1                                                                    | Anderlecht                                                           | 1                                                                    | 0 | 1                  | 2                                                      | 3                                                      |                                                        |                                                        |  |                   |                                                       |                                                       |                                                       |                                                       |  |                  |                                                      |                                                      |                                                      |                                                      |  |           |                                            |                                            |  |
|  | Anderlecht                                                           | 1                                                                    |                                                                      |                                                                      |   |                    |                                                        |                                                        |                                                        |                                                        |  |                   |                                                       |                                                       |                                                       |                                                       |  |                  |                                                      |                                                      |                                                      |                                                      |  |           |                                            |                                            |  |
|  | Olympiacos                                                           | 0                                                                    | 1                                                                    | 1                                                                    |   |                    |                                                        |                                                        |                                                        |                                                        |  |                   |                                                       |                                                       |                                                       |                                                       |  |                  |                                                      |                                                      |                                                      |                                                      |  |           |                                            |                                            |  |
|  | Olympiacos                                                           | 0                                                                    | 1                                                                    | 1                                                                    |   |                    |                                                        |                                                        |                                                        |                                                        |  |                   |                                                       |                                                       |                                                       |                                                       |  | Shakhtar Donetsk | 2                                                    | 1                                                    | 3                                                    |                                                      |  |           |                                            |                                            |  |
|  |                                                                      |                                                                      |                                                                      |                                                                      |   |                    |                                                        |                                                        |                                                        |                                                        |  |                   |                                                       |                                                       |                                                       |                                                       |  | Shakhtar Donetsk | 2                                                    | 1                                                    | 3                                                    |                                                      |  |           |                                            |                                            |  |
|  |                                                                      |                                                                      | Sevilla                                                              | 2                                                                    | 3 | 5                  |                                                        |                                                        |                                                        |                                                        |  |                   |                                                       |                                                       |                                                       |                                                       |  |                  |                                                      |                                                      |                                                      |                                                      |  |           |                                            |                                            |  |
|  | Olympique de Marsella                                                | 0                                                                    | Sevilla                                                              | 2                                                                    | 3 | 5                  | 1                                                      | 1                                                      |                                                        |                                                        |  |                   |                                                       |                                                       |                                                       |                                                       |  |                  |                                                      |                                                      |                                                      |                                                      |  |           |                                            |                                            |  |
|  | Olympique de Marsella                                                | 0                                                                    |                                                                      |                                                                      |   |                    |                                                        |                                                        |                                                        |                                                        |  |                   |                                                       |                                                       |                                                       |                                                       |  |                  |                                                      |                                                      |                                                      |                                                      |  |           |                                            |                                            |  |
|  | Athletic Club                                                        | 1                                                                    | 1                                                                    | 2                                                                    |   |                    |                                                        |                                                        |                                                        |                                                        |  |                   |                                                       |                                                       |                                                       |                                                       |  |                  |                                                      |                                                      |                                                      |                                                      |  |           |                                            |                                            |  |
|  | Athletic Club                                                        | 1                                                                    | 1                                                                    | 2                                                                    |   | Athletic Club (v.) | 1                                                      | 1                                                      | 2                                                      |                                                        |  |                   |                                                       |                                                       |                                                       |                                                       |  |                  |                                                      |                                                      |                                                      |                                                      |  |           |                                            |                                            |  |
|  |                                                                      |                                                                      |                                                                      |                                                                      |   | Athletic Club (v.) | 1                                                      | 1                                                      | 2                                                      |                                                        |  |                   |                                                       |                                                       |                                                       |                                                       |  |                  |                                                      |                                                      |                                                      |                                                      |  |           |                                            |                                            |  |
|  |                                                                      |                                                                      | Valencia                                                             | 0                                                                    | 2 | 2                  |                                                        |                                                        |                                                        |                                                        |  |                   |                                                       |                                                       |                                                       |                                                       |  |                  |                                                      |                                                      |                                                      |                                                      |  |           |                                            |                                            |  |
|  | Valencia                                                             | 6                                                                    | Valencia                                                             | 0                                                                    | 2 | 2                  | 4                                                      | 10                                                     |                                                        |                                                        |  |                   |                                                       |                                                       |                                                       |                                                       |  |                  |                                                      |                                                      |                                                      |                                                      |  |           |                                            |                                            |  |
|  | Valencia                                                             | 6                                                                    |                                                                      |                                                                      |   |                    |                                                        |                                                        |                                                        |                                                        |  |                   |                                                       |                                                       |                                                       |                                                       |  |                  |                                                      |                                                      |                                                      |                                                      |  |           |                                            |                                            |  |
|  | Rapid Viena                                                          | 0                                                                    | 0                                                                    | 0                                                                    |   |                    |                                                        |                                                        |                                                        |                                                        |  |                   |                                                       |                                                       |                                                       |                                                       |  |                  |                                                      |                                                      |                                                      |                                                      |  |           |                                            |                                            |  |
|  | Rapid Viena                                                          | 0                                                                    | 0                                                                    | 0                                                                    |   |                    |                                                        |                                                        |                                                        |                                                        |  | Athletic Club     | 1                                                     | 2                                                     | 3 (4)                                                 |                                                       |  |                  |                                                      |                                                      |                                                      |                                                      |  |           |                                            |                                            |  |
|  |                                                                      |                                                                      |                                                                      |                                                                      |   |                    |                                                        |                                                        |                                                        |                                                        |  | Athletic Club     | 1                                                     | 2                                                     | 3 (4)                                                 |                                                       |  |                  |                                                      |                                                      |                                                      |                                                      |  |           |                                            |                                            |  |
|  |                                                                      |                                                                      | Sevilla (p.)                                                         | 2                                                                    | 1 | 3 (5)              |                                                        |                                                        |                                                        |                                                        |  |                   |                                                       |                                                       |                                                       |                                                       |  |                  |                                                      |                                                      |                                                      |                                                      |  |           |                                            |                                            |  |
|  | Saint-Étienne                                                        | 3                                                                    | Sevilla (p.)                                                         | 2                                                                    | 1 | 3 (5)              | 1                                                      | 4                                                      |                                                        |                                                        |  |                   |                                                       |                                                       |                                                       |                                                       |  |                  |                                                      |                                                      |                                                      |                                                      |  |           |                                            |                                            |  |
|  | Saint-Étienne                                                        | 3                                                                    |                                                                      |                                                                      |   |                    |                                                        |                                                        |                                                        |                                                        |  |                   |                                                       |                                                       |                                                       |                                                       |  |                  |                                                      |                                                      |                                                      |                                                      |  |           |                                            |                                            |  |
|  | Basilea (v.)                                                         | 2                                                                    | 2                                                                    | 4                                                                    |   |                    |                                                        |                                                        |                                                        |                                                        |  |                   |                                                       |                                                       |                                                       |                                                       |  |                  |                                                      |                                                      |                                                      |                                                      |  |           |                                            |                                            |  |
|  | Basilea (v.)                                                         | 2                                                                    | 2                                                                    | 4                                                                    |   | Basilea            | 0                                                      | 0                                                      | 0                                                      |                                                        |  |                   |                                                       |                                                       |                                                       |                                                       |  |                  |                                                      |                                                      |                                                      |                                                      |  |           |                                            |                                            |  |
|  |                                                                      |                                                                      |                                                                      |                                                                      |   | Basilea            | 0                                                      | 0                                                      | 0                                                      |                                                        |  |                   |                                                       |                                                       |                                                       |                                                       |  |                  |                                                      |                                                      |                                                      |                                                      |  |           |                                            |                                            |  |
|  |                                                                      |                                                                      | Sevilla                                                              | 0                                                                    | 3 | 3                  |                                                        |                                                        |                                                        |                                                        |  |                   |                                                       |                                                       |                                                       |                                                       |  |                  |                                                      |                                                      |                                                      |                                                      |  |           |                                            |                                            |  |
|  | Sevilla                                                              | 3                                                                    | Sevilla                                                              | 0                                                                    | 3 | 3                  | 0                                                      | 3                                                      |                                                        |                                                        |  |                   |                                                       |                                                       |                                                       |                                                       |  |                  |                                                      |                                                      |                                                      |                                                      |  |           |                                            |                                            |  |
|  | Sevilla                                                              | 3                                                                    |                                                                      |                                                                      |   |                    |                                                        |                                                        |                                                        |                                                        |  |                   |                                                       |                                                       |                                                       |                                                       |  |                  |                                                      |                                                      |                                                      |                                                      |  |           |                                            |                                            |  |
|  | Molde                                                                | 0                                                                    | 1                                                                    | 1                                                                    |   |                    |                                                        |                                                        |                                                        |                                                        |  |                   |                                                       |                                                       |                                                       |                                                       |  |                  |                                                      |                                                      |                                                      |                                                      |  |           |                                            |                                            |  |
|  | Molde                                                                | 0                                                                    | 1                                                                    | 1                                                                    |   |                    |                                                        |                                                        |                                                        |                                                        |  |                   |                                                       |                                                       |                                                       |                                                       |  |                  |                                                      |                                                      |                                                      |                                                      |  |           |                                            |                                            |  |
|  |                                                                      |                                                                      |                                                                      |                                                                      |   |                    |                                                        |                                                        |                                                        |                                                        |  |                   |                                                       |                                                       |                                                       |                                                       |  |                  |                                                      |                                                      |                                                      |                                                      |  |           |                                            |                                            |  |

### Octavos de final

#### Shakhtar Donetsk - Anderlecht
| 10 de marzo de 2016 | Shakhtar Donetsk                      | 3:1 (2:0) | Anderlecht     | Arena Lviv, Leópolis                                   |                                                        |
|                     | Taison 21' · Kucher 24' · Eduardo 79' | Reporte   | 68' Acheampong | Asistencia: 23,621 espectadores Árbitro(s): Artur Dias | Asistencia: 23,621 espectadores Árbitro(s): Artur Dias |

| 17 de marzo de 2016                                             | Anderlecht | 0:1 (0:0) | Shakhtar Donetsk | Constant Vanden Stock, Bruselas                           |                                                           |
|                                                                 |            | Reporte   | 90+3' Eduardo    | Asistencia: 11,063 espectadores Árbitro(s): Antonio Mateu | Asistencia: 11,063 espectadores Árbitro(s): Antonio Mateu |
| Se clasifica el Shakhtar Donetsk con un resultado global de 4:1 |            |           |                  |                                                           |                                                           |

#### Basel - Sevilla
| 10 de marzo de 2016 | Basel | 0:0     | Sevilla | St. Jakob Park, Basilea                                    |                                                            |
|                     |       | Reporte |         | Asistencia: 22,403 espectadores Árbitro(s): Anthony Taylor | Asistencia: 22,403 espectadores Árbitro(s): Anthony Taylor |

| 17 de marzo de 2016                                    | Sevilla                     | 3:0 (3:0) | Basel | Ramón Sánchez-Pizjuán, Sevilla                            |                                                           |
|                                                        | Rami 35' · Gameiro 44', 45' | Reporte   |       | Asistencia: 33,090 espectadores Árbitro(s): Deniz Aytekin | Asistencia: 33,090 espectadores Árbitro(s): Deniz Aytekin |
| Se clasifica el Sevilla con un resultado global de 3:0 |                             |           |       |                                                           |                                                           |

#### Villarreal - Bayer 04 Leverkusen
| 10 de marzo de 2016 | Villarreal     | 2:0 (1:0) | Bayer 04 Leverkusen | El Madrigal, Villarreal                                     |                                                             |
|                     | Bakambu 4' 56' | Reporte   |                     | Asistencia: 16,606 espectadores Árbitro(s): Gianluca Rocchi | Asistencia: 16,606 espectadores Árbitro(s): Gianluca Rocchi |

| 17 de marzo de 2016                                        | Bayer 04 Leverkusen | 0:0     | Villarreal | BayArena, Leverkusen                                       |                                                            |
|                                                            |                     | Reporte |            | Asistencia: 22,548 espectadores Árbitro(s): William Collum | Asistencia: 22,548 espectadores Árbitro(s): William Collum |
| Se clasifica el Villarreal con un resultado global de 2:0. |                     |         |            |                                                            |                                                            |

#### Athletic Club - Valencia
| 10 de marzo de 2016 | Athletic Club | 1:0 (1:0) | Valencia | San Mamés, Bilbao                                         |                                                           |
|                     | García 20'    | Reporte   |          | Asistencia: 32,650 espectadores Árbitro(s): Björn Kuipers | Asistencia: 32,650 espectadores Árbitro(s): Björn Kuipers |

| 17 de marzo de 2016                                                                              | Valencia              | 2:1 (2:0) | Athletic Club | Mestalla, Valencia                                         |                                                            |
|                                                                                                  | Mina 13' · Santos 37' | Reporte   | 76' Aduriz    | Asistencia: 31,009 espectadores Árbitro(s): Daniele Orsato | Asistencia: 31,009 espectadores Árbitro(s): Daniele Orsato |
| Se clasifica el Athletic Club con un resultado global de 2:2, por la regla del gol de visitante. |                       |           |               |                                                            |                                                            |

#### Liverpool - Manchester United
| 10 de marzo de 2016 | Liverpool                          | 2:0 (1:0) | Manchester United | Anfield, Liverpool                                         |                                                            |
|                     | Sturridge 20' (pen.) · Firmino 73' | Reporte   |                   | Asistencia: 43,228 espectadores Árbitro(s): Carlos Velasco | Asistencia: 43,228 espectadores Árbitro(s): Carlos Velasco |

| 17 de marzo de 2016                                      | Manchester United  | 1:1 (1:1) | Liverpool    | Old Trafford, Mánchester                                  |                                                           |
|                                                          | Martial 20' (pen.) | Reporte   | 45' Coutinho | Asistencia: 68,809 espectadores Árbitro(s): Milorad Mažić | Asistencia: 68,809 espectadores Árbitro(s): Milorad Mažić |
| Se clasifica el Liverpool con un resultado global de 3:1 |                    |           |              |                                                           |                                                           |

#### Sparta Praga - Lazio
| 10 de marzo de 2016 | Sparta Praga | 1:1 (1:1) | Lazio      | Generali Arena, Praga                                       |                                                             |
|                     | Frýdek 13'   | Reporte   | 38' Parolo | Asistencia: 17,482 espectadores Árbitro(s): Alberto Undiano | Asistencia: 17,482 espectadores Árbitro(s): Alberto Undiano |

| 17 de marzo de 2016                                          | Lazio | 0:3 (0:3) | Sparta Praga                        | Olímpico, Roma                                           |                                                          |
|                                                              |       | Reporte   | 10' Dočkal · 12' Krejčí · 44' Juliš | Asistencia: 18,916 espectadores Árbitro(s): Ruddy Buquet | Asistencia: 18,916 espectadores Árbitro(s): Ruddy Buquet |
| Se clasifica el Sparta Praga con un resultado global de 4:1. |       |           |                                     |                                                          |                                                          |

#### Borussia Dortmund - Tottenham Hotspur
| 10 de marzo de 2016 | Borussia Dortmund              | 3:0 (1:0) | Tottenham Hotspur | Signal Iduna Park, Dortmund                              |                                                          |
|                     | Aubameyang 30' · Reus 60', 70' | Reporte   |                   | Asistencia: 65,848 espectadores Árbitro(s): Cüneyt Çakır | Asistencia: 65,848 espectadores Árbitro(s): Cüneyt Çakır |

| 17 de marzo de 2016                                               | Tottenham Hotspur | 1:2 (0:1) | Borussia Dortmund  | White Hart Lane, Londres                                   |                                                            |
|                                                                   | Heung-Min 74'     | Reporte   | Aubameyang 24' 71' | Asistencia: 32,540 espectadores Árbitro(s): Nicola Rizzoli | Asistencia: 32,540 espectadores Árbitro(s): Nicola Rizzoli |
| Se clasifica el Borussia Dortmund con un resultado global de 5:1. |                   |           |                    |                                                            |                                                            |

#### Fenerbahçe - Sporting Braga
| 10 de marzo de 2016 | Fenerbahçe | 1:0 (0:0) | Sporting Braga | Şükrü Saracoğlu, Estambul                                  |                                                            |
|                     | Topal 82'  | Reporte   |                | Asistencia: 39,554 espectadores Árbitro(s): Clément Turpin | Asistencia: 39,554 espectadores Árbitro(s): Clément Turpin |

| 17 de marzo de 2016                                           | Sporting Braga                                                | 4:1 (1:1) | Fenerbahçe  | Municipal, Braga                                       |                                                        |
|                                                               | Hassan 11' · Josué 69' (pen.) · Stojilijković 74' · Silva 83' | Reporte   | 45+3' Potuk | Asistencia: 15,345 espectadores Árbitro(s): Ivan Bebek | Asistencia: 15,345 espectadores Árbitro(s): Ivan Bebek |
| Se clasifica el Sporting Braga con un resultado global de 4:2 |                                                               |           |             |                                                        |                                                        |

### Cuartos de final

#### Sporting Braga - Shakhtar Donetsk
| 7 de abril de 2016 | Sporting Braga | 1:2 (0:1) | Shakhtar Donetsk             | Municipal, Braga                                           |                                                            |
|                    | Eduardo 89'    | Reporte   | Rakitskiy 45' · Ferreyra 75' | Asistencia: 19,090 espectadores Árbitro(s): Jonas Eriksson | Asistencia: 19,090 espectadores Árbitro(s): Jonas Eriksson |

| 14 de abril de 2016                                             | Shakhtar Donetsk                                                 | 4:0 (2:0) | Sporting Braga | Arena Lviv, Leópolis                                       |                                                            |
|                                                                 | Srna 25' (pen.) · Ferreira 43' (a.g.) 74' (a.g.) · Kovalenko 50' | Reporte   |                | Asistencia: 29,770 espectadores Árbitro(s): Pavel Královec | Asistencia: 29,770 espectadores Árbitro(s): Pavel Královec |
| Se clasifica el Shakhtar Donetsk con un resultado global de 6:1 |                                                                  |           |                |                                                            |                                                            |

#### Villarreal - Sparta Praga
| 7 de abril de 2016 | Villarreal     | 2:1 (1:1) | Sparta Praga | El Madrigal, Villarreal                                    |                                                            |
|                    | Bakambu 3' 63' | Reporte   | Brabec 45+4' | Asistencia: 18,108 espectadores Árbitro(s): Ovidiu Hațegan | Asistencia: 18,108 espectadores Árbitro(s): Ovidiu Hațegan |

| 14 de abril de 2016                                        | Sparta Praga            | 2:4 (0:3) | Villarreal                                    | Generali Arena, Praga                                       |                                                             |
|                                                            | Dočkal 65' · Krejčí 71' | Reporte   | Bakambu 5' 49' · Castillejo 43' · Bruno 45+1' | Asistencia: 19,190 espectadores Árbitro(s): Martin Atkinson | Asistencia: 19,190 espectadores Árbitro(s): Martin Atkinson |
| Se clasifica el Villarreal con un resultado global de 6:3. |                         |           |                                               |                                                             |                                                             |

#### Athletic Club - Sevilla
| 7 de abril de 2016 | Athletic Club | 1:2 (0:0) | Sevilla                        | San Mamés, Bilbao                                            |                                                              |
|                    | Aduriz 48'    | Reporte   | Kolodziejczak 56' · Iborra 83' | Asistencia: 38,923 espectadores Árbitro(s): Mark Clattenburg | Asistencia: 38,923 espectadores Árbitro(s): Mark Clattenburg |

| 14 de abril de 2016                                                                                | Sevilla                                             | 1:2 (1:2) (0:0) (t. s.)(5:4 p.) | Athletic Club                                 | Ramón Sánchez-Pizjuán, Sevilla                            |                                                           |
| | Gameiro 59'                                         | Reporte                         | Aduriz 57' · García 80'                       | Asistencia: 38,007 espectadores Árbitro(s): Damir Skomina | Asistencia: 38,007 espectadores Árbitro(s): Damir Skomina |
| |                                                     | Tiros desde el punto penal      |                                               |                                                           |                                                           |
| | Coke · Krychowiak · Konoplyanka · N'Zonzi · Gameiro |                                 | García · Viguera · San José · Beñat · Susaeta |                                                           |                                                           |
| Se clasifica el Sevilla con un resultado global de 3:3, después de disputar una tanda de penaltis. |                                                     |                                 |                                               |                                                           |                                                           |

#### Borussia Dortmund - Liverpool
| 7 de abril de 2016 | Borussia Dortmund | 1:1 (0:1) | Liverpool | Signal Iduna Park, Dortmund                                         |                                                                     |
|                    | Hummels 48'       | Reporte   | Origi 36' | Asistencia: 73,038 espectadores Árbitro(s): Carlos Velasco Carballo | Asistencia: 73,038 espectadores Árbitro(s): Carlos Velasco Carballo |

| 14 de abril de 2016                                       | Liverpool                                           | 4:3 (0:2) | Borussia Dortmund                        | Anfield, Liverpool                                       |                                                          |
|                                                           | Origi 48' · Coutinho 66' · Sakho 78' · Lovren 90+1' | Reporte   | Mkhitaryan 5' · Aubameyang 9' · Reus 57' | Asistencia: 47,708 espectadores Árbitro(s): Cüneyt Çakır | Asistencia: 47,708 espectadores Árbitro(s): Cüneyt Çakır |
| Se clasifica el Liverpool con un resultado global de 5:4. |                                                     |           |                                          |                                                          |                                                          |

### Semifinales

#### Shakhtar Donetsk - Sevilla
| 28 de abril de 2016 | Shakhtar Donetsk            | 2:2 (2:1) | Sevilla                        | Arena Lviv, Leópolis                                         |                                                              |
|                     | Marlos 23' · Stepanenko 36' | Reporte   | Vitolo 6' · Gameiro 82' (pen.) | Asistencia: 33,596 espectadores Árbitro(s): Szymon Marciniak | Asistencia: 33,596 espectadores Árbitro(s): Szymon Marciniak |

| 5 de mayo de 2016                                      | Sevilla                      | 3:1 (1:1) | Shakhtar Donetsk | Estadio Ramón Sánchez-Pizjuán, Sevilla                    |                                                           |
|                                                        | Gameiro 9' 47' · Mariano 59' | Reporte   | Eduardo 44'      | Asistencia: 40,520 espectadores Árbitro(s): Björn Kuipers | Asistencia: 40,520 espectadores Árbitro(s): Björn Kuipers |
| Se clasifica el Sevilla con un resultado global de 5:3 |                              |           |                  |                                                           |                                                           |

#### Villarreal - Liverpool
| 28 de abril de 2016 | Villarreal   | 1:0 (0:0) | Liverpool | El Madrigal, Villarreal                                   |                                                           |
|                     | Adrián 90+2' | Reporte   |           | Asistencia: 20,050 espectadores Árbitro(s): Damir Skomina | Asistencia: 20,050 espectadores Árbitro(s): Damir Skomina |

| 5 de mayo de 2016                                        | Liverpool                                     | 3:0 (1:0) | Villarreal | Anfield, Liverpool                                        |                                                           |
|                                                          | Bruno 7' (a.g.) · Sturridge 63' · Lallana 81' | Reporte   |            | Asistencia: 53,087 espectadores Árbitro(s): Viktor Kassai | Asistencia: 53,087 espectadores Árbitro(s): Viktor Kassai |
| Se clasifica el Liverpool con un resultado global de 3:1 |                                               |           |            |                                                           |                                                           |

### Final
| 22         | POR        | Simon Mignolet    |     |
| 2          | DEF        | Nathaniel Clyne   |     |
| 4          | DEF        | Kolo Touré        |     |
| 6          | DEF        | Dejan Lovren      |     |
| 18         | DEF        | Alberto Moreno    |     |
| 7          | MED        | James Milner      |     |
| 23         | MED        | Emre Can          |     |
| 20         | MED        | Adam Lallana      | 73' |
| 10         | MED        | Philippe Coutinho |     |
| 11         | MED        | Roberto Firmino   | 69' |
| 15         | DEL        | Daniel Sturridge  |     |
| Entrenador | Entrenador | Jürgen Klopp      |     |

| 31         | POR        | David Soria         |       |
| 25         | DEF        | Mariano             |       |
| 3          | DEF        | Adil Rami           | 78'   |
| 6          | DEF        | Daniel Carriço      |       |
| 18         | DEF        | Sergio Escudero     |       |
| 4          | MED        | Grzegorz Krychowiak |       |
| 15         | MED        | Steven N'Zonzi      |       |
| 23         | MED        | Coke                |       |
| 19         | MED        | Éver Banega         | 90+3' |
| 20         | MED        | Vitolo              |       |
| 9          | DEL        | Kevin Gameiro       | 89'   |
| Entrenador | Entrenador | Unai Emery          |       |

| 27 | DEL | Divock Origi | 69' |
| 24 | MED | Joe Allen    | 73' |

| 5  | DEF | Timothée Kolodziejczak | 78'   |
| 8  | MED | Vicente Iborra         | 89'   |
| 14 | MED | Sebastián Cristóforo   | 90+3' |

| Anotado | 35' | Daniel Sturridge | 1–0 |

| Anotado | 46' | Kevin Gameiro | 1–1 |
| Anotado | 64' | Coke          | 1–2 |
| Anotado | 70' | Coke          | 1–3 |

| 30' | Dejan Lovren    |  |
| 72' | Divock Origi    |  |
| 94' | Nathaniel Clyne |  |

| 56' | Vitolo      |  |
| 57' | Éver Banega |  |
| 77' | Adil Rami   |  |
| 84' | Mariano     |  |

| Árbitro                      | Jonas Eriksson       |
| Asistentes de línea de banda | Mathias Klasenius    |
| Asistentes de línea de banda | Daniel Wärnmark      |
| Asistentes de línea de gol   | Stefan Johannesson   |
| Asistentes de línea de gol   | Markus Strömbergsson |
| Cuarto árbitro               | Svein Oddvar Moen    |
| Reporte                      |                      |

| 22         | POR        | Simon Mignolet    |     |
| 2          | DEF        | Nathaniel Clyne   |     |
| 4          | DEF        | Kolo Touré        |     |
| 6          | DEF        | Dejan Lovren      |     |
| 18         | DEF        | Alberto Moreno    |     |
| 7          | MED        | James Milner      |     |
| 23         | MED        | Emre Can          |     |
| 20         | MED        | Adam Lallana      | 73' |
| 10         | MED        | Philippe Coutinho |     |
| 11         | MED        | Roberto Firmino   | 69' |
| 15         | DEL        | Daniel Sturridge  |     |
| Entrenador | Entrenador | Jürgen Klopp      |     |

| 31         | POR        | David Soria         |       |
| 25         | DEF        | Mariano             |       |
| 3          | DEF        | Adil Rami           | 78'   |
| 6          | DEF        | Daniel Carriço      |       |
| 18         | DEF        | Sergio Escudero     |       |
| 4          | MED        | Grzegorz Krychowiak |       |
| 15         | MED        | Steven N'Zonzi      |       |
| 23         | MED        | Coke                |       |
| 19         | MED        | Éver Banega         | 90+3' |
| 20         | MED        | Vitolo              |       |
| 9          | DEL        | Kevin Gameiro       | 89'   |
| Entrenador | Entrenador | Unai Emery          |       |

| 27 | DEL | Divock Origi | 69' |
| 24 | MED | Joe Allen    | 73' |

| 5  | DEF | Timothée Kolodziejczak | 78'   |
| 8  | MED | Vicente Iborra         | 89'   |
| 14 | MED | Sebastián Cristóforo   | 90+3' |

| Anotado | 35' | Daniel Sturridge | 1–0 |

| Anotado | 46' | Kevin Gameiro | 1–1 |
| Anotado | 64' | Coke          | 1–2 |
| Anotado | 70' | Coke          | 1–3 |

| 30' | Dejan Lovren    |  |
| 72' | Divock Origi    |  |
| 94' | Nathaniel Clyne |  |

| 56' | Vitolo      |  |
| 57' | Éver Banega |  |
| 77' | Adil Rami   |  |
| 84' | Mariano     |  |

| Árbitro                      | Jonas Eriksson       |
| Asistentes de línea de banda | Mathias Klasenius    |
| Asistentes de línea de banda | Daniel Wärnmark      |
| Asistentes de línea de gol   | Stefan Johannesson   |
| Asistentes de línea de gol   | Markus Strömbergsson |
| Cuarto árbitro               | Svein Oddvar Moen    |
| Reporte                      |                      |

|                            |
| Bandera de España          |
| Campeón Sevilla 5.º título |

## Máximos goleadores
Las estadísticas excluyen rondas clasificatorias y rondas de play-off.
| #  | Jugador                   | Equipo                  | Goles | Min. |
| -- | ------------------------- | ----------------------- | ----- | ---- |
| 1  | Aritz Aduriz              | Athletic Club           | 10    | 907  |
| 2  | Cédric Bakambu            | Villarreal              | 9     | 942  |
| 3  | Kevin Gameiro             | Sevilla                 | 8     | 675  |
| 4  | Pierre-Emerick Aubameyang | Borussia Dortmund       | 8     | 772  |
| 5  | Raúl Bobadilla            | Augsburgo               | 6     | 412  |
| 6  | Erik Lamela               | Tottenham Hotspur       | 6     | 572  |
| 7  | Aboubakar Oumarou         | Partizan Belgrado       | 5     | 331  |
| 7  | Dries Mertens             | Napoli                  | 5     | 417  |
| 7  | José Callejón             | Napoli                  | 5     | 448  |
| 7  | Franco Di Santo           | Schalke 04              | 5     | 451  |
| 7  | David Lafata              | Sparta Praga            | 5     | 558  |
| 7  | Aleksandr Samedov         | Lokomotiv Moscú         | 5     | 720  |
| 7  | Marco Reus                | Borussia Dortmund       | 5     | 742  |
| 14 | Kris Commons              | Celtic                  | 4     | 310  |
| 14 | Andrija Živković          | F. K. Partizan Belgrado | 4     | 441  |

Fuente: